# Heinrich Friedrich Karl vom und zum Stein

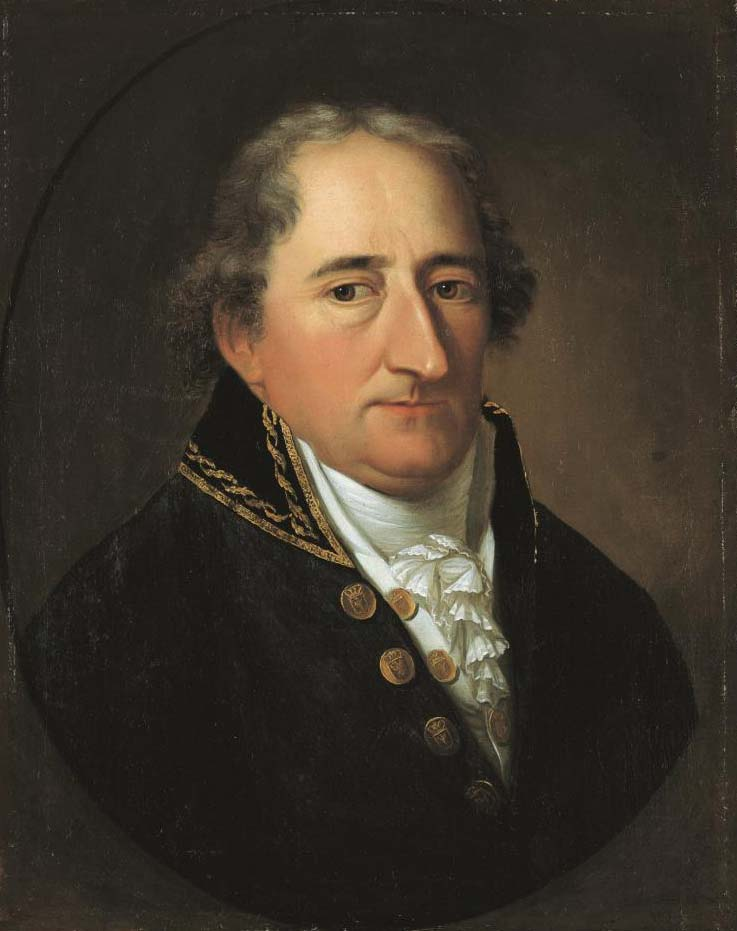
Karl Freiherr vom Stein, Gemälde von Johann Christoph Rincklake, 1804

Heinrich Friedrich Karl Reichsfreiherr vom und zum Stein (* 25. Oktober 1757 in Nassau, Herrschaft Stein zu Nassau; † 29. Juni 1831 in Cappenberg, Provinz Westfalen, Königreich Preußen) war ein preußischer Staatsmann und Reformer. Erste praktische Erfahrungen machte er im frühen Ruhrbergbau und in der Verwaltung der westlichen preußischen Provinzen. Anschließend war er Minister für Wirtschaft und Finanzen in Berlin. Er war zusammen mit Karl August von Hardenberg nach dem Frieden von Tilsit der Protagonist der Preußischen Reformen seit 1807. Wegen seiner antinapoleonischen Haltungen musste er bereits 1808 ins Exil gehen und wurde 1812 Berater des russischen Zaren Alexander I. Während der Befreiungskriege verwaltete er als Leiter der Zentralverwaltungsbehörde die von Napoleon zurückeroberten Gebiete in Deutschland und Frankreich. Seine Neuordnungsvorstellungen für die deutschen Staaten auf dem Wiener Kongress blieben weitgehend wirkungslos. Eine bedeutende politische Rolle spielte er danach nicht mehr, blieb aber weiterhin aufmerksamer Beobachter des politischen Geschehens und versuchte Entscheidungen durch persönliche Kontakte und Denkschriften zu beeinflussen. Als wichtiger Mitbegründer der Monumenta Germaniae Historica spielte Stein eine nachhaltige Rolle für die Entwicklung der Mediävistik in Deutschland. In seinen letzten Jahren vertrat er nicht zuletzt in seiner Eigenschaft als westfälischer Landtagsmarschall vor allem adelige Sonderinteressen.

## Biografie

### Kindheit und Jugend

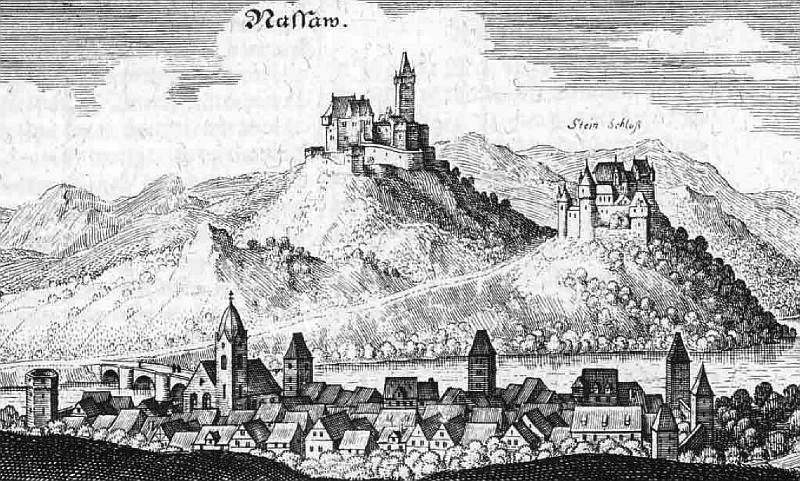
Nassau mit der Burg Nassau und der Steinschen Burg, Stich von Matthäus Merian, 1655

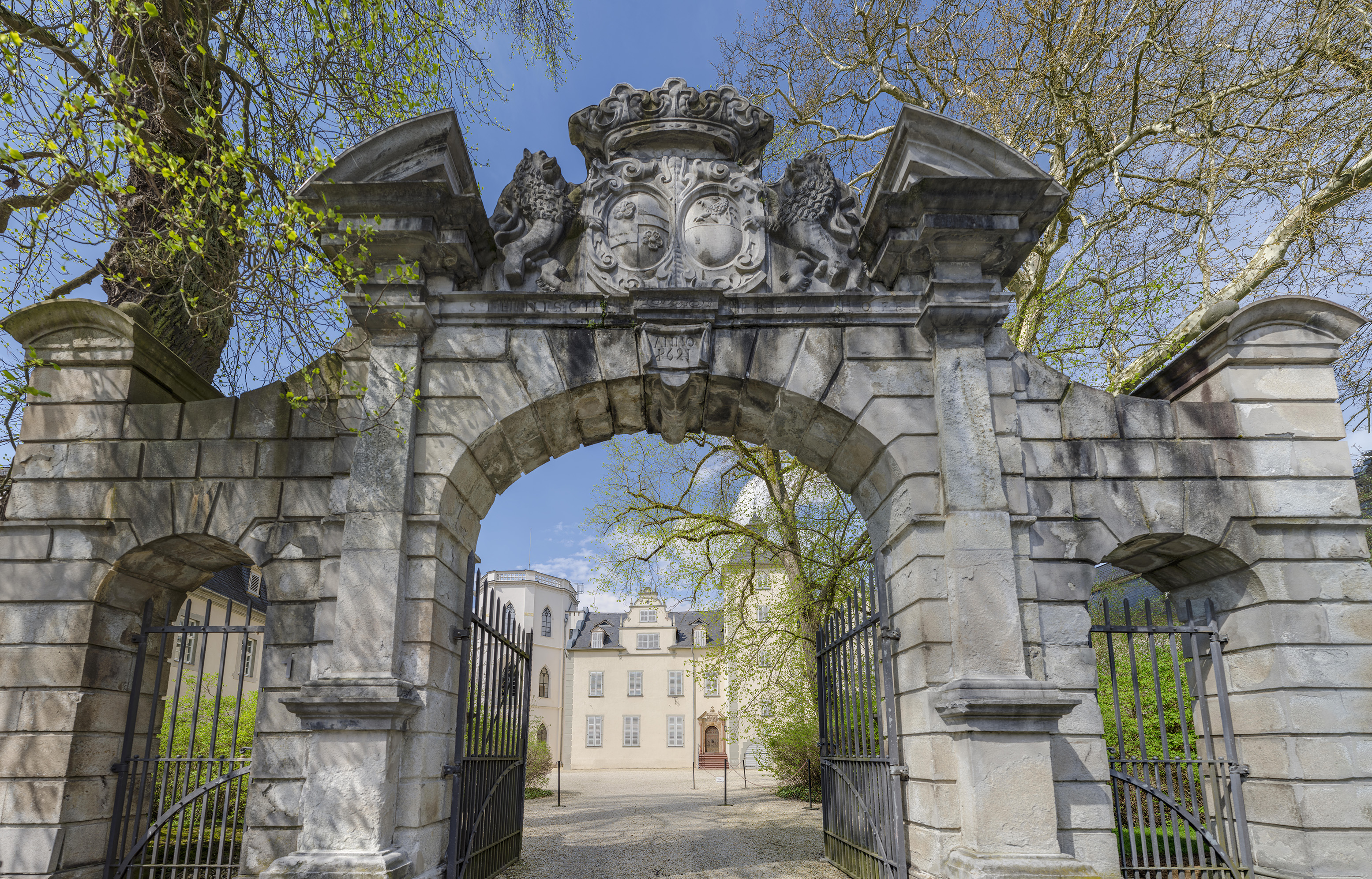
Steinsches Schloss, wo die Familie nach dem Verfall der Burg wohnte

Stein war ein Sohn des Reichsfreiherrn Karl Philipp vom und zum Stein und dessen Ehefrau Henriette Karoline Langwerth von Simmern, verwitwete Löw von und zu Steinfurth. Er war das zweitjüngste Kind von neun Geschwistern, von denen aber nur sechs das Erwachsenenalter erreichten. Der Bruder Johann Friedrich von und zum Stein wurde preußischer Oberst, Friedrich Ludwig kaiserlicher Oberstleutnant. Seine Schwester Marianne vom und zum Stein war Äbtissin im Stift Wallenstein in Homberg (Efze). Eine weitere Schwester war die Gräfin Johanna Luise von Werthern. Heinrich Friedrich Karl wuchs im Steinschen Schloss in der Ortsmitte von Nassau auf.
Die Herrschaft Stein war seit dem 17. Jahrhundert reichsunmittelbar. Steins Familie besaß entlang des Rheins und der Lahn mehrere kleine Güter. Insgesamt machte der Besitz etwa 2400 nassauische Morgen aus. Als Reichsritter war sie durch Reichsgesetze geschützt und konnte sich bei Streitigkeiten direkt an Reichsgerichte wenden. Sie hatte die hohe Gerichtsbarkeit und eine herrschaftliche Stellung in einigen Dörfern wie Frücht oder Schweighausen inne. Das Einkommen aus diesen Besitzungen reichte jedoch nicht für ein standesgemäßes Leben aus. Daher traten auch die Oberhäupter des Hauses seit Jahrhunderten in die Dienste größerer Fürsten und Landesherren. Karl Philipp war trotz seiner evangelischen Konfession kurmainzischer Kammerherr und Geheimer Rat.
Durch die häufige dienstliche Abwesenheit des Vaters lag seine frühe Erziehung überwiegend in den Händen der Mutter. Diese war gebildet und stand im Kontakt mit dem Gelehrten Johann Caspar Lavater. Im Zentrum stand für sie die sittlich-religiöse Erziehung. Karl vom Stein war der Lieblingssohn der Mutter. Um den Familienbesitz zusammenzuhalten, hatte Karl Philipp einen Fideikommiss gegründet. Einige Zeit später wurde gegen den Protest der älteren Brüder Karl vom Stein der alleinige Erbe. Seit dem Tod der Mutter 1783 war er für die Verwaltung der Reichsritterschaft verantwortlich, da sich der Vater aus gesundheitlichen Gründen ebenfalls zurückgezogen hatte. Wegen seiner preußischen Beamtenlaufbahn übertrug Stein die tatsächliche Leitung der Güterverwaltung seiner Schwester, der unverheirateten Stiftsdame Marianne.
Nach der französischen Eroberung verkaufte Stein seine linksrheinischen Güter und erwarb dafür 1802 die Herrschaft Birnbaum in der späteren preußischen Provinz Posen.

### Studium und Reisen
Stein studierte ab 1773 Jura, Geschichte und Kameralwissenschaften (Vorläufer der Wirtschaftswissenschaft) an der Universität Göttingen. Erheblichen geistigen Einfluss auf ihn übte August Ludwig Schlözer aus, der versuchte, zwischen modernem Verfassungsdenken und konservativen Vorstellungen von altdeutscher Libertät zu vermitteln. Daneben studierte er auch bei Johann Stephan Pütter, einem Kenner der Verfassung und Struktur des Heiligen Römischen Reiches. Wie damals für Studenten adeligen Standes üblich, verließ er die Universität 1777 ohne Abschluss.
Da sein Studium vor allem auf den Reichsdienst ausgerichtet war, absolvierte Stein anschließend für einige Monate ein Praktikum beim Reichskammergericht in Wetzlar. Dort trat er auch der Freimaurerloge Joseph zum Reichsadler bei. Auf verschiedenen Kavaliersreisen 1778/80 lernte er Regensburg als Sitz des Reichstages, die Höfe und Regierungen verschiedener Territorien des Reiches wie Mainz, Mannheim, Darmstadt, München sowie in Wien die Residenz des Kaisers kennen. Außerdem reiste Stein in die Steiermark und nach Ungarn. Dabei interessierte er sich auch für das Bergwerkswesen.

### Wirken

#### Eintritt in den preußischen Staatsdienst

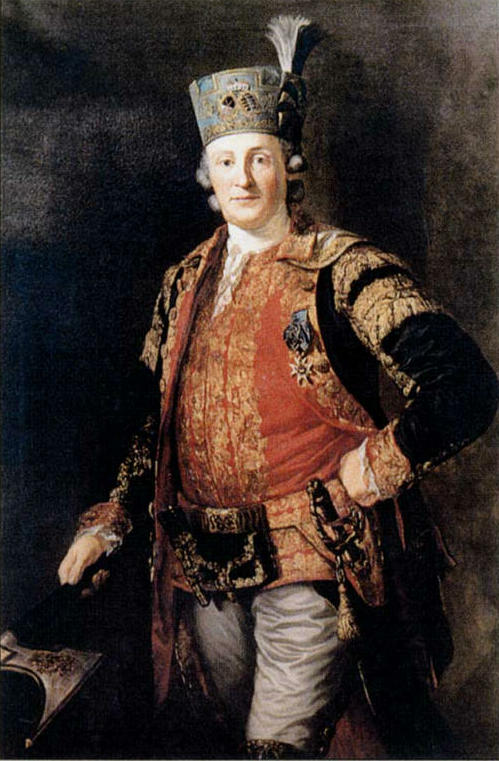
Friedrich Anton von Heynitz, Gemälde von Anton Graff, 1772

Auf Bemühen seiner Mutter trat Stein 1780 in den preußischen Staatsdienst ein. Er selbst begründete diesen Schritt mit seiner Bewunderung für Friedrich II. und der Liberalität des preußischen Staates, der keine Vorbehalte gegen Außenseiter kannte und ihnen gute Aufstiegsmöglichkeiten bot. Als Referendar wurde er in Berlin beim Bergwerks- und Hüttendepartment des Generaldirektoriums angestellt, wo ihn Minister Friedrich Anton von Heynitz förderte. Stein absolvierte eine entsprechende Fachausbildung, teilweise an der kursächsischen Bergakademie in Freiberg. Ausgedehnte Dienstreisen mit dem Minister vervollständigten seine Kenntnisse.
Eine eigenverantwortliche Stellung nahm er 1784 im Bereich des Bergbaus des westfälischen Teils der preußischen Staaten ein. Als Direktor der Bergämter Wetter an der Ruhr und Ibbenbüren war Stein für den Wegebau, den Ruhrkanal und die Organisation des unter staatlicher Aufsicht betriebenen Bergbaus zuständig. Dabei intensivierte er die staatliche Aufsicht über die Gruben. Er verbesserte dabei auch die Verbindung der Steinkohlegruben im späteren Ruhrgebiet mit den Gewerberegionen im Sauerland, Siegerland und Bergischen Land. Zudem führte er ein festes Arbeitsentgelt für die Lohnarbeiter ein.
Verschiedene Male wurden ihm diplomatische Posten angeboten, die er bis auf eine Gesandtschaftsreise 1785 nach Mainz, mit dem Ziel, den Kurfürsten zum Anschluss an den Fürstenbund zu bewegen, ausschlug. 1786 reiste er nach England, um den dortigen Bergbau, Kanalbau und insgesamt die Anfänge der industriellen Revolution zu studieren. Die so gewonnenen Erkenntnisse konnte er nach seiner Rückkehr teilweise im Ruhrbergbau umsetzen. Auch gelang es ihm, einen Liefervertrag für eine Dampfmaschine von Boulton & Watt abzuschließen.

#### Verwaltung der westlichen Provinzen

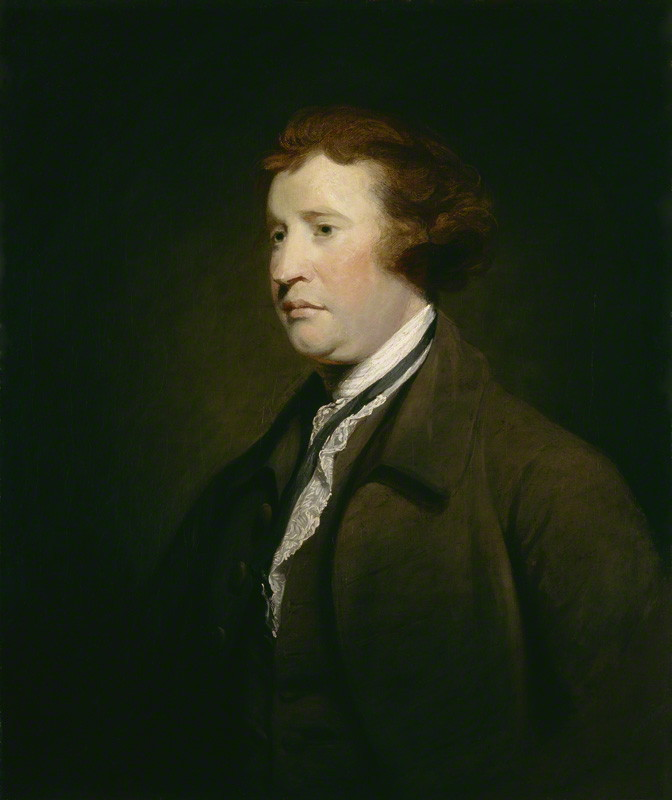
Edmund Burke, Gemälde von Joshua Reynolds, um 1769

1787 wurde Stein Leiter der märkischen Kriegs- und Domänenkammern in Hamm. In dieser Funktion war er für die Schiffbarmachung der Ruhr verantwortlich, ließ als einer der ersten in Deutschland einige Meilen befestigter Chausseen anlegen und verzichtete dabei auf die sonst übliche Fronarbeit. Außerdem sorgte er für eine Beschränkung der Steuern und eine Liberalisierung der Verkehrs- und Gewerbebestimmungen. 1792 erhielt Stein als Landtagskommissar die Staatsaufsicht für die Landstände der Grafschaft Mark. Seit 1793 war er zusätzlich Präsident der Kammer des Herzogtums Kleve mit Sitz in Kleve. Seinen Wohnsitz nahm er im Klever Herzogsschloss.
1793 heiratete er in Heinde die vierzehn Jahre jüngere Gräfin Wilhelmine von Wallmoden. Sie war Tochter Johann Ludwig von Wallmoden-Gimborns, eines hannoverschen Generals, der einer Liebesaffäre des englischen Königs Georg II. entstammte. Mit ihr hatte Stein drei Töchter, von denen Henriette (* 1796) und Therese (* 1803) das Kindesalter überlebten.
Als leitender Beamter war Stein in der Grafschaft Mark für eine umfassende Steuerreform zuständig, die für die Einwohner eine Verringerung der Abgaben bedeutete. Den durch die kriegsbedingte Teuerung hervorgerufenen Unruhen begegnete Stein, indem er gegen den Widerstand des Militärs Getreide aus den Speichern der Armee zu günstigen Preisen an die Bevölkerung abgeben ließ. Gegen die Versuche der preußischen Zentralverwaltung schützte Stein die Reste der Ständeverfassung und der kommunalen Selbstverwaltung.
Als Stein während des ersten Koalitionskrieges im Hauptquartier des Königs für die Verpflegung der Armee zuständig war, wurde er Zeuge der Belagerung und des Falls von Mainz, der Hauptstadt der Mainzer Republik. Dabei war er auch an der Festnahme und körperlichen Misshandlung des Revolutionärs Friedrich Georg Pape beteiligt.
1796 wurde Stein zum Oberkammerpräsidenten aller westlichen preußischen Territorien mit Amtssitz in Minden ernannt. Im Auftrag Berlins sorgte er für eine Förderung der Wirtschaft durch Abbau von Vorschriften, Zöllen und ähnlichen ökonomischen Hemmnissen. Zwischen Bielefeld und Osnabrück ließ er eine befestigte Straße erbauen und sorgte für die Verbesserung des Schiffsverkehrs auf der Weser. Außerdem leitete er für die vereinigten Territorien Minden-Ravensberg Agrarreformen ein. Dazu gehörte die Verringerung der Hand- und Spanndienste. Hinzu kamen Reformen der Verwaltung in seinem Amtsbereich.
Politisch war Stein in dieser Zeit ein Anhänger des englischen Verfassungssystems. Allerdings stand er anfangs auch der französischen Revolution nicht ohne Sympathie gegenüber. Beide Einflüsse führten dazu, dass er dem preußischen, auf die Bürokratie gestützten Absolutismus zunehmend kritisch gegenüberstand. Allerdings wandelte sich Steins Bild von der französischen Revolution rasch. Dazu trug nicht zuletzt der Kontakt zu hochrangigen französischen Emigranten bei, die in Hamm Zuflucht gefunden hatten. Zu diesen gehörten nach der Hinrichtung Ludwig XVI. der Exil-Regent Frankreichs, der nachmalige König Ludwig XVIII., und sein Bruder Karl von Anjou (Karl X). Nachhaltig beeindruckt hat Stein in dieser Zeit Edmund Burkes Schrift „Reflection on the Revolution in France.“
Obwohl Stein Reichspatriot und nicht nur preußischer Beamter war, billigte er die von Napoleon diktierten territorialen Veränderungen im Westen des Reiches und insbesondere die Säkularisation der geistlichen Territorien. Von der preußischen Zentralregierung beauftragt, trieb er diese Entwicklung in Westfalen noch vor dem Reichsdeputationshauptschluss von 1803 voran. Zwischen 1802 und 1804 leitete er von Münster aus die Eingliederung der geistlichen Herrschaften in den preußischen Staat. An Preußen fielen der östliche Teil des Hochstifts Münster als Erbfürstentum Münster, das Hochstift Paderborn als Erbfürstentum Paderborn sowie die Abteien Essen, Werden und das Stift Herford. Insbesondere in Münster stieß dies auf Kritik. Diese Erwerbungen gingen zwar nach dem Frieden von Tilsit wieder für einige Jahre verloren, wurden aber nach 1815 endgültig Bestandteil des preußischen Staats.
1804 war Stein persönlich von den Veränderungen im Reich unmittelbar betroffen, als der nassauische Staatsminister Ernst Franz Ludwig Marschall von Bieberstein die Besitzungen der Familie vom Stein besetzen ließ und damit im Kleinen nichts anderes tat als Stein mit den westfälischen Bistümern im Großen. Dennoch protestierte Stein nachdrücklich. Nicht zuletzt auf Druck von Kaiser Franz II. mussten die Nassauer die Besetzung zunächst aufheben. Diese Episode führte zu einer lang anhaltenden Gegnerschaft Steins gegenüber Nassau und Marschall von Bieberstein. Letztlich wurden auch die Besitzungen derer vom Stein mediatisiert. Stein verlor zwar seine Herrschaftsrechte, nicht aber den Besitz seiner Güter und Ländereien.
In seiner westfälischen Zeit präsentierte sich Stein als überdurchschnittlich tüchtiger Verwaltungsbeamter insbesondere in Wirtschaftsfragen. Dadurch empfahl er sich für Aufgaben in der Berliner Zentrale.

#### Staatsminister und Sturz

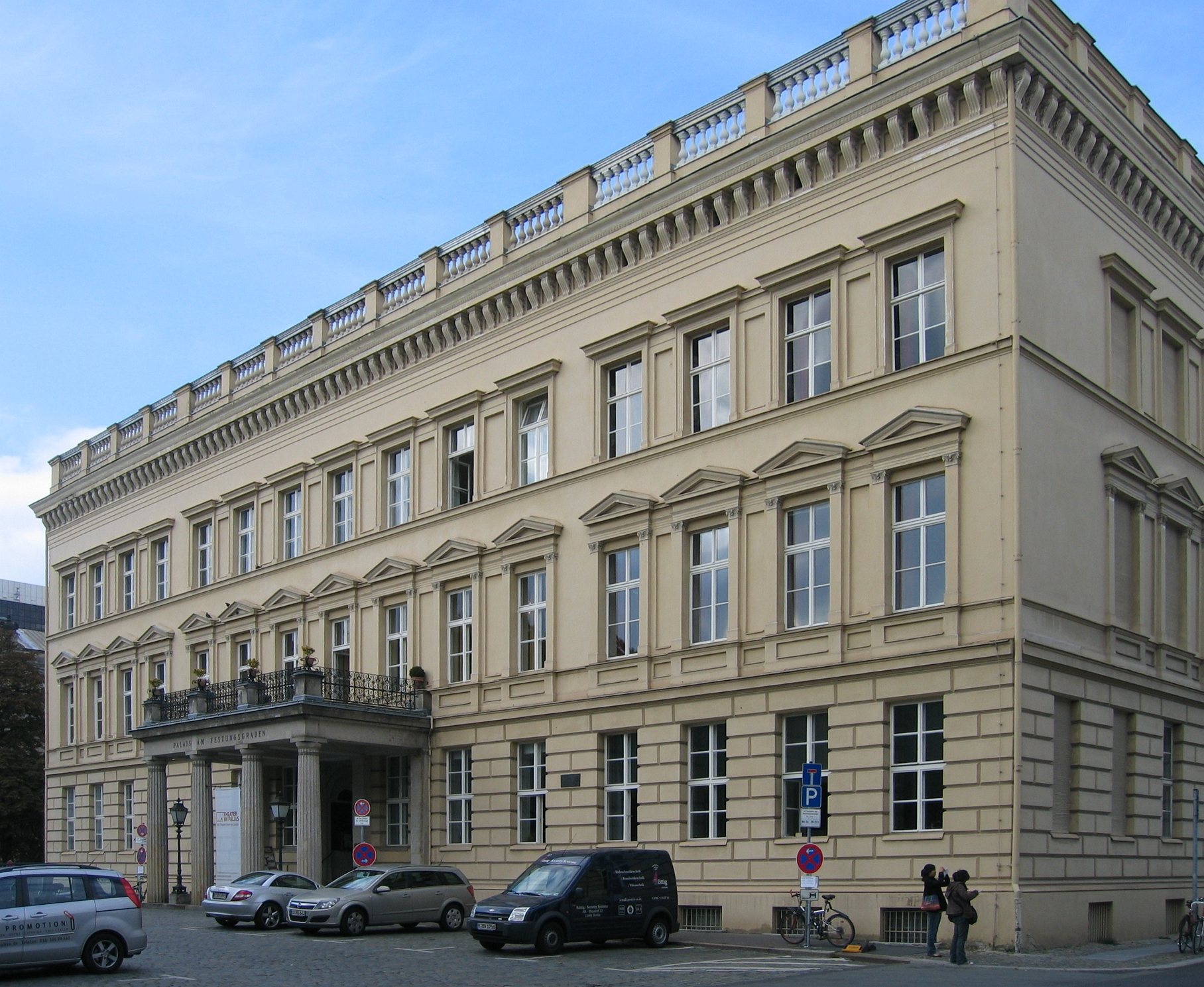
Im Berliner Palais Donner wohnte und arbeitete Stein von 1804 bis 1808.

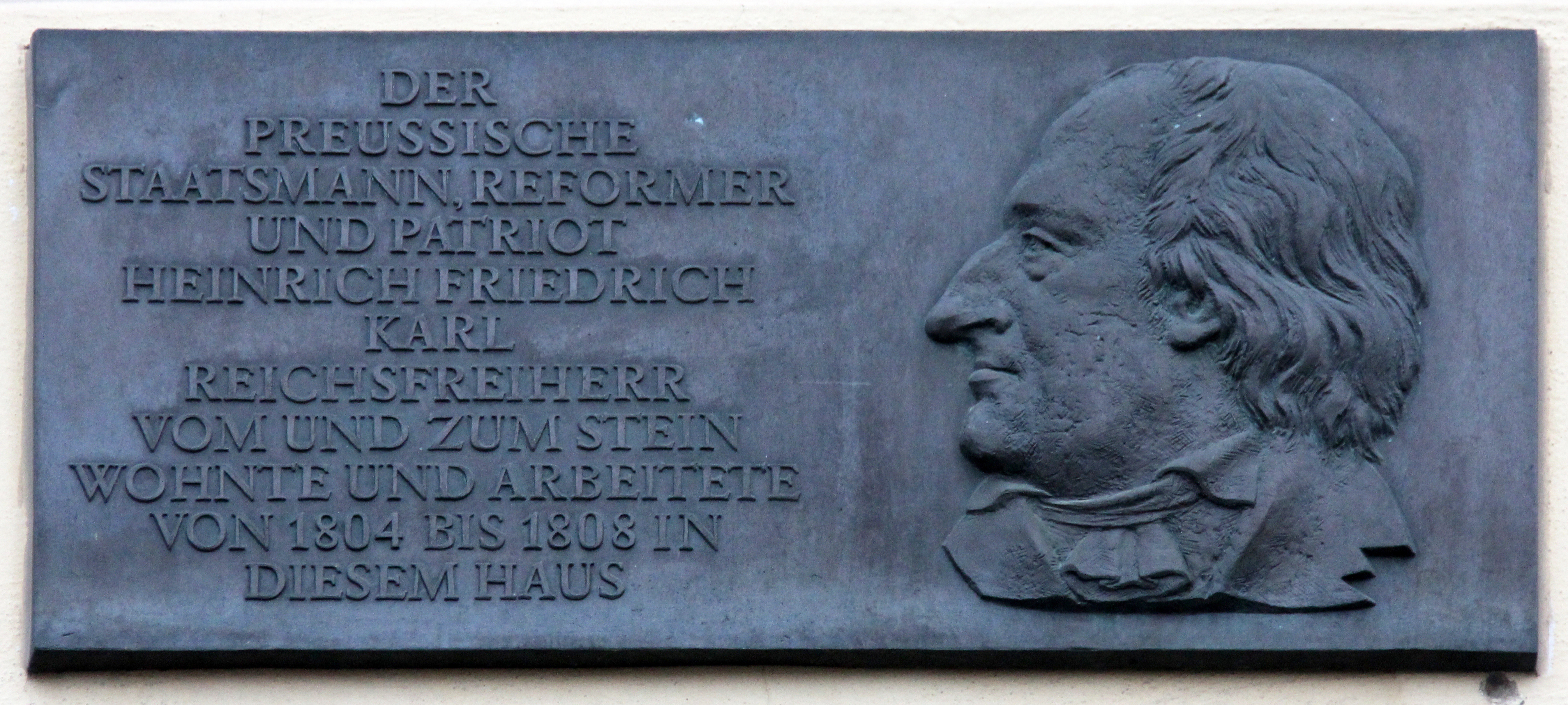
Gedenktafel am Palais Donner

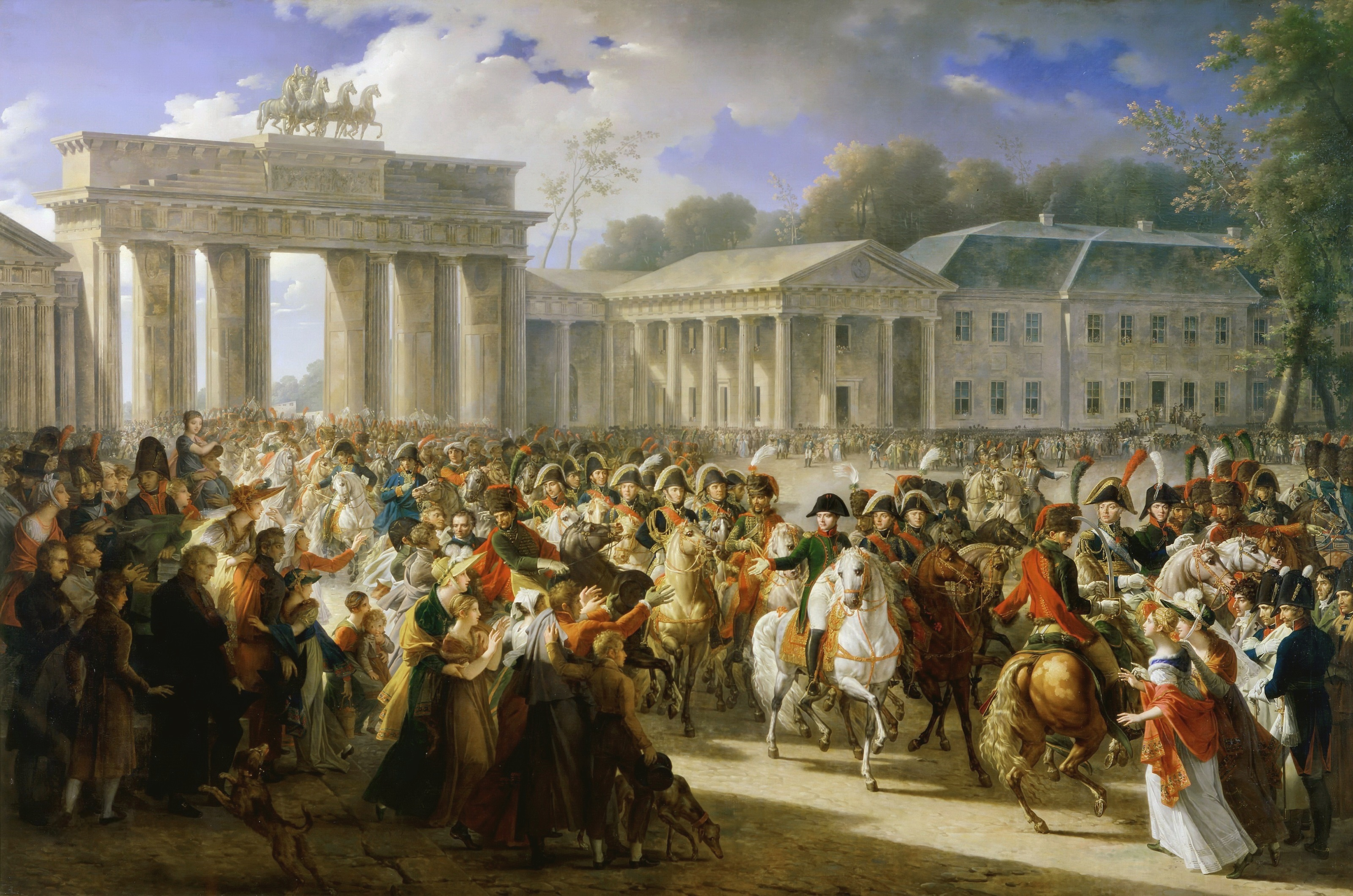
Einzug Napoleons in Berlin am 27. Oktober 1806 (Gemälde von Charles Meynier, 1810)

1804 wurde Stein als königlicher Finanz- und Wirtschaftsminister ins Generaldirektorium nach Berlin berufen, wo er für das Akzise-, Zoll-, Fabrik- und Kommerzialwesen zuständig war. Hinter der Ernennung steckte vor allem der Kabinettsrat Carl Friedrich von Beyme, der in dem neuen Minister einen Anhänger einer umfassenden Reformpolitik sah. Bereits bei der Übernahme dieser Aufgabe machte Freiherr vom und zum Stein deutlich, dass er über Preußen hinaus das gesamte Deutschland im Blick hatte. „Wenn man überzeugt ist, dass Deutschlands Veredelung und Kultur fest und unzertrennlich an das Glück der preußischen Monarchie gekettet ist, so kann man gewiss nicht einen Augenblick zwischen Pflicht und Persönlichkeit schwanken, sondern man ist zu jeder Aufopferung der letzteren bereit.“
Stein versuchte als Verantwortlicher für den Staatshaushalt angesichts des drohenden Krieges die Staatseinnahmen zu erhöhen, bemühte sich aber auch um die Angleichung der regional sehr unterschiedlichen Steuern und Abgaben. So wurden im Bereich des staatlichen Salzmonopols einheitliche Preise eingeführt, diese aber insgesamt erhöht, so dass sich daraus erhebliche Mehreinnahmen ergaben. In begrenztem Umfang wurden Binnenzölle zwischen einigen Teilgebieten der Monarchie abgeschafft. Außerdem gründete er das Preußische Statistische Bureau. Später gehörten zudem die Königliche Hauptbank sowie die Seehandlung zu seinem Zuständigkeitsbereich.
Stein gehörte 1805 zur Kriegspartei um Königin Luise, die gemeinsam mit Louis Ferdinand Prinz von Preußen und General Ernst von Rüchel versuchte, König Friedrich Wilhelm III. davon zu überzeugen, Napoleon entgegenzutreten. Am 10. Mai 1805 übergab Stein eine entsprechende Denkschrift, die in ihrer extrem schroffen Art – den Außenminister Christian Graf von Haugwitz (1752–1832) nannte er beispielsweise einen „Mann ohne Wahrhaftigkeit, einen abgestumpften Wollüstling, schwelgend in Genüssen aller Art“ – dazu beitrug, die Ablehnung gegen seine Vorstellungen noch zu verstärken. Der König lehnte vorerst ab und sah in der Gruppe um Louis Ferdinand und Stein nicht zu Unrecht eine gegen seine Politik gerichtete Fronde. Schließlich gab er jedoch nach und befahl die Mobilmachung. Dies führte zum Vierten Koalitionskrieg von 1806.
Nach dem für Preußen katastrophal verlaufenden Feldzug flohen der Hof und maßgebliche Politiker nach Königsberg. Stein sorgte für die Rettung der Staatskassen, die er über Stettin nach Königsberg schaffen ließ, und empfahl in Königsberg, den Krieg gegen Napoleon mit allen Kräften fortzusetzen.
Infolge der verlorenen Schlacht bei Jena und Auerstedt und der durch sie offenkundig gewordenen Verkrustungen in Verwaltung und Militär war der preußische Staat zu Veränderungen gezwungen. Stein kritisierte scharf die während des Kriegs deutlich gewordenen Schwächen der zivilen und militärischen Führung und machte auch vor dem monarchischen Regierungsstil nicht halt. Stattdessen forderte er grundlegende Reformen in der Struktur des Staates, um einen stabilen Unterbau für die Kriegsanstrengungen zu gewinnen. Dazu zählte insbesondere seine bereits vor Kriegsausbruch einsetzende Kritik am bisherigen absolutistischen Kabinettsystem; stattdessen plädierte er für ein Staatsministerium aus verantwortlichen Ministern, die mit dem Monarchen zusammenarbeiten.
Die Aufforderung, das Außenministerium anzunehmen, um den Frieden zu erreichen, lehnte Stein schroff ab. Dies und seine scharfe Kritik an der bisherigen Politik führten zu seiner Entlassung am 3. Januar 1807 durch Friedrich Wilhelm III. mit der Kommentierung, „daß ich mich leider nicht anfänglich in Ihnen geirrt habe, sondern daß Sie vielmehr als ein widerspenstiger, trotziger, hartnäckiger und ungehorsamer Staatsdiener anzusehen sind, der, auf sein Genie und seine Talente pochend, weit entfernt, das Beste des Staats vor Augen zu haben, nur durch Kapricen geleitet, aus Leidenschaft und aus persönlichem Haß und Erbitterung handelt … . Da Sie indessen vorgeben, ein wahrheitsliebender Mann zu sein, habe ich Ihnen auf gut deutsch meine Meinung gesagt, indem ich noch hinzufügen muß, daß, wenn Sie nicht Ihr respektwidriges und unanständiges Benehmen zu ändern willens sind, der Staat keine große Rechnung auf Ihre ferneren Dienste machen kann.“
Die Niederlage von 1806 stürzte den preußischen Staat in eine der schwersten Krisen seiner Geschichte. Im Frieden von Tilsit vom 7. Juli 1807 verlor Preußen alle Territorien westlich der Elbe sowie einen Großteil der in den polnischen Teilungen gewonnenen Gebiete. Damit büßte der Staat etwa die Hälfte seiner Einwohner ein. Dem Königreich wurden hohe Kontributionen auferlegt. Außerdem durfte Preußen nur noch eine Armee von 40.000 Mann unterhalten und musste die französische Besatzung in wichtigen Festungen dulden. Insgesamt 150.000 fremde Soldaten standen im Land und mussten von Preußen unterhalten werden.

#### Staatskanzler und Reformer

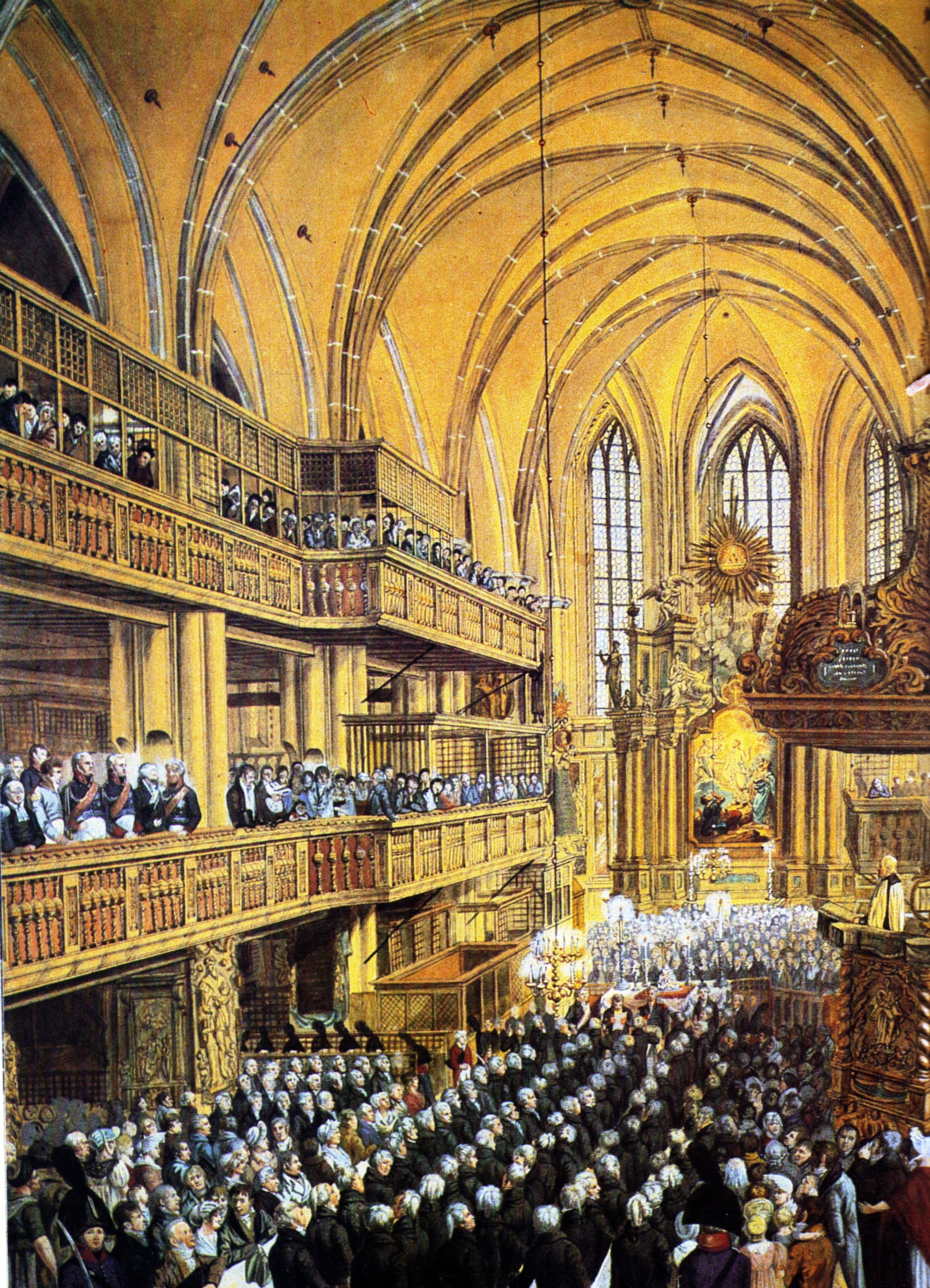
Tagung der ersten Berliner Stadtverordnetenversammlung in der Nikolaikirche, Gemälde von Friedrich August Calau, 1809

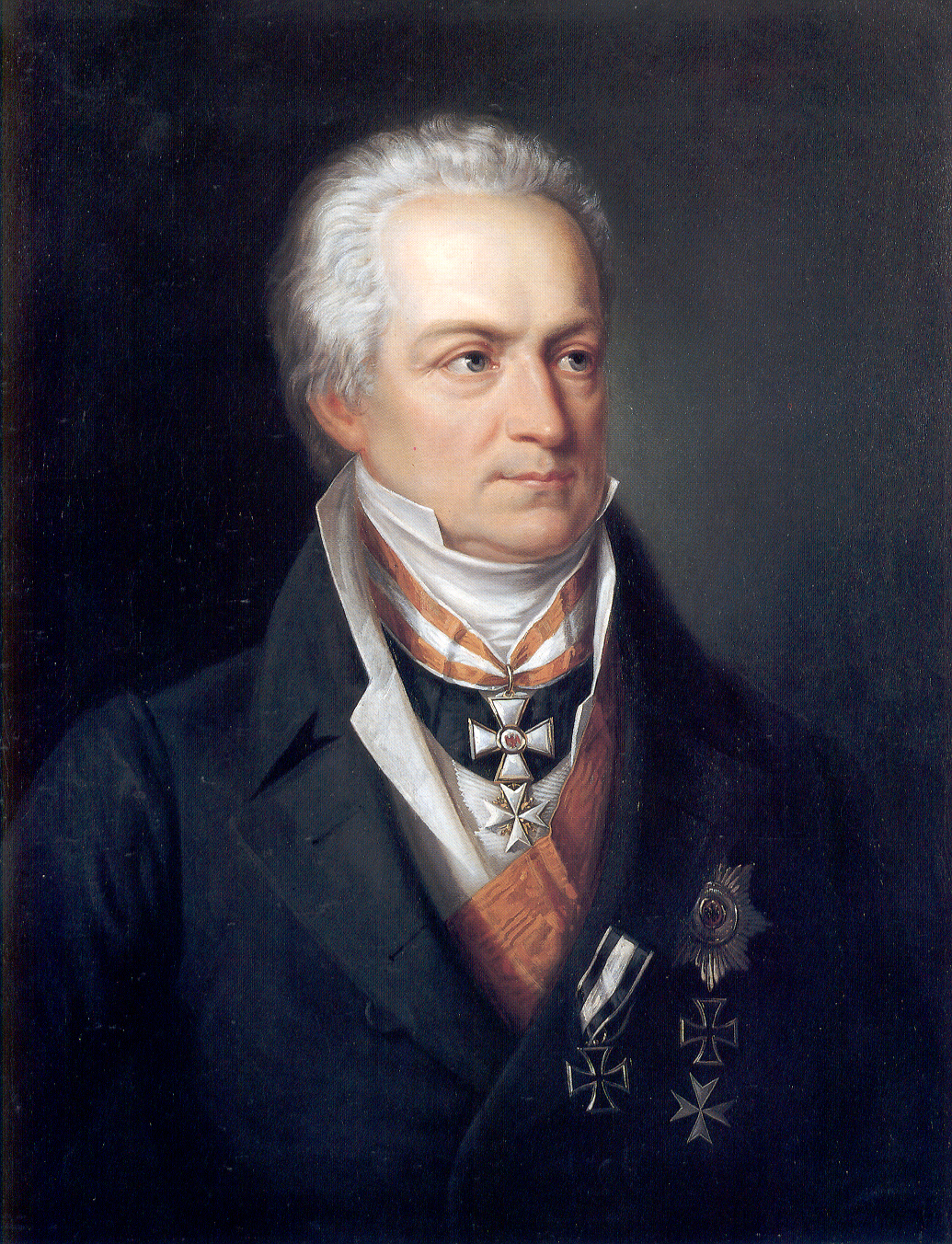
Karl August von Hardenberg, Gemälde von Friedrich Georg Weitsch, um 1822

Stein zog sich nach der Entlassung auf seine Besitzungen in Nassau zurück. 1807 verfasste er die Nassauer Denkschrift als Reformprogramm für den preußischen Staat, wobei dessen Verwaltung im Zentrum stand. Dazu gehörte die Forderung nach Selbstverwaltung für Provinzen, Kreise und Gemeinden. Dabei griff Stein weniger auf die damals moderne Staats- und Verfassungstheorie, sondern auf das Vorbild der älteren ständischen Verfassung zurück, wie er sie in Westfalen kennengelernt hatte. Für Stein spielten in dieser Frage nicht nur funktionelle Erwägungen, sondern in erster Linie politisch-pädagogische Ziele eine Rolle. In der Denkschrift formulierte er als Reformziel: „Belebung des Gemeingeistes und des Bürgersinns, die Benutzung der schlafenden und falsch geleiteten Kräfte und zerstreut liegenden Kenntnisse, der Einklang zwischen dem Geist der Nation, ihren Ansichten und Bedürfnissen und denen der Staatsbehörden, die Wiederbelebung der Gefühle für Vaterland, Selbständigkeit und Nationalehre.“ Diese Schrift war, ebenso wie die von einem Kreis um Karl August von Hardenberg erarbeitete Rigaer Denkschrift aus demselben Jahr, eine Basis für die preußischen Reformen.
In Steins Denkschrift und der von ihm vertretenen Politik spielten immer der Rückbezug auf die altständischen Zustände und ganz allgemein auf die Einrichtungen des alten Reiches eine Rolle. Stein war Antiabsolutist und Antietatist, zentralen Behörden und der Bürokratie insgesamt stand er skeptisch gegenüber. Stattdessen setzte er auf Dezentralisation und kollegiale Führung.
Nicht zuletzt auf Drängen Napoleons, der in Stein fälschlich einen Unterstützer Frankreichs sah, und der Reformpartei um Hardenberg wurde Stein am 10. Juli 1807 zum Staatsminister berufen. Die Annahme machte Stein von einigen Vorbedingungen abhängig. Dazu gehörte das Ende des Kabinettssystems. Stattdessen sollten die Minister unmittelbares Vortragsrecht beim König erhalten. Nachdem die Erfüllung dieser zentralen Forderung zugesagt worden war, trat Stein das Amt an. Direkt zuständig war er für die Zivilverwaltung, über die anderen Ressorts übte er Kontrollfunktionen aus. In den nächsten vierzehn Monaten wurden die wichtigsten Reformgesetze erlassen oder vorbereitet. Steins persönlicher Anteil an den einzelnen Reformen war dabei unterschiedlich. Mit Detailfragen beschäftigte er sich kaum, viele Gesetze wurden im Kern von Mitarbeitern wie Theodor von Schön oder Ludwig von Vincke entworfen. Aber Stein war verantwortlich für ihre Durchsetzung gegenüber dem König und verschiedenen widerstrebenden gesellschaftlichen Kräften.
Einige der Reformideen kamen von Mitarbeitern, so das Oktoberedikt zur Bauernbefreiung, das eines der zentralen Reformgesetze war; es wurde nur fünf Tage nach der Ernennung Steins unterzeichnet und beruhte auf einem Entwurf Theodor von Schöns. Mit ihm wurden die Leibeigenschaft und Erbuntertänigkeit aufgehoben sowie die Freiheit der Berufswahl eingeführt. Besonders deutlich war Steins Handschrift hingegen in der neuen Städteordnung vom 19. November 1808. Deren Grundkonzeption stammte von seinem Mitarbeiter Johann Gottfried Frey. Die dort stark ausgeprägte Selbstverwaltungsidee nach dem Subsidiaritätsprinzip spiegelte Steins aus altständischen Wurzeln stammende Ablehnung des zentralisierten und bürokratischen Staates wider. Gescheitert war er mit dem Versuch, die Selbstverwaltung auch auf das platte Land auszudehnen.
Der Berliner Politiker und Unternehmer Carl Friedrich Wilhelm Knoblauch arbeitete Gutachten und Ideen zur Gewerbeordnung aus, die er Stein zur Prüfung zusandte. 1825 besuchte Knoblauch Stein in Cappenberg.
Im Bereich der staatlichen Verwaltung ließ Stein das bisherige Generaldirektorium auflösen. Am 24. November 1808 trat an dessen Stelle ein Staatsministerium mit fünf Fachministern für Inneres, Finanzen, Auswärtiges, Krieg und Justiz. Außerdem wurden zahlreiche, oft auch gegeneinander arbeitende Sonder- und Nebenbehörden aufgelöst. Im Bereich der Zentralverwaltung orientierte sich Stein an der französischen Verfassung von 1791. Als beratendes Gremium war zusätzlich ein Staatsrat vorgesehen. Für die Ebene unterhalb der Berliner Zentrale konzipierte Stein die Oberpräsidenten und die Regierungspräsidien, welche die Kriegs- und Domänenkammern ersetzten.
Diese Politik wurde vollzogen vor dem Hintergrund einer schwerwiegenden Finanzkrise, hervorgerufen von den Forderungen Napoleons. Dies zwang Stein zu einer radikalen Sparpolitik. Außerdem wurde staatlicher Besitz verpfändet, hinzu kamen Bürgschaften.
Nach dem erzwungenen Ausscheiden Steins konnte Hardenberg, nach einer kurzen Zwischenphase unter dem Politiker Karl vom Stein zum Altenstein, einen laufenden Reformprozess übernehmen. Hardenberg war stärker als der ständisch denkende Stein etatistisch ausgerichtet und orientierte sich an modernen Vorbildern. Allerdings gelang es ihm wegen der wachsenden restaurativen Tendenzen nicht mehr, eine Nationalrepräsentation umzusetzen.
Obwohl Stein von Hardenberg protegiert worden war, unterschieden sich nicht nur ihre politischen Auffassungen, sondern auch der persönliche Lebenswandel deutlich. Während Stein ein skandalloses privates Leben führte und kompromisslos seine Ziele verfolgte, war Hardenberg diplomatischen und außerehelichen Affären nicht abgeneigt. Beides bestimmte das Urteil von Stein über seinen Nachfolger. Er führte Hardenbergs angeblichen Mangel an Tatkraft auf dessen unglückliche Hand bei Ernennungen und seinen vertrauten Umgang mit nichtswürdigen Weibern zurück.

#### Widerstand gegen Napoleon und Exil in Österreich

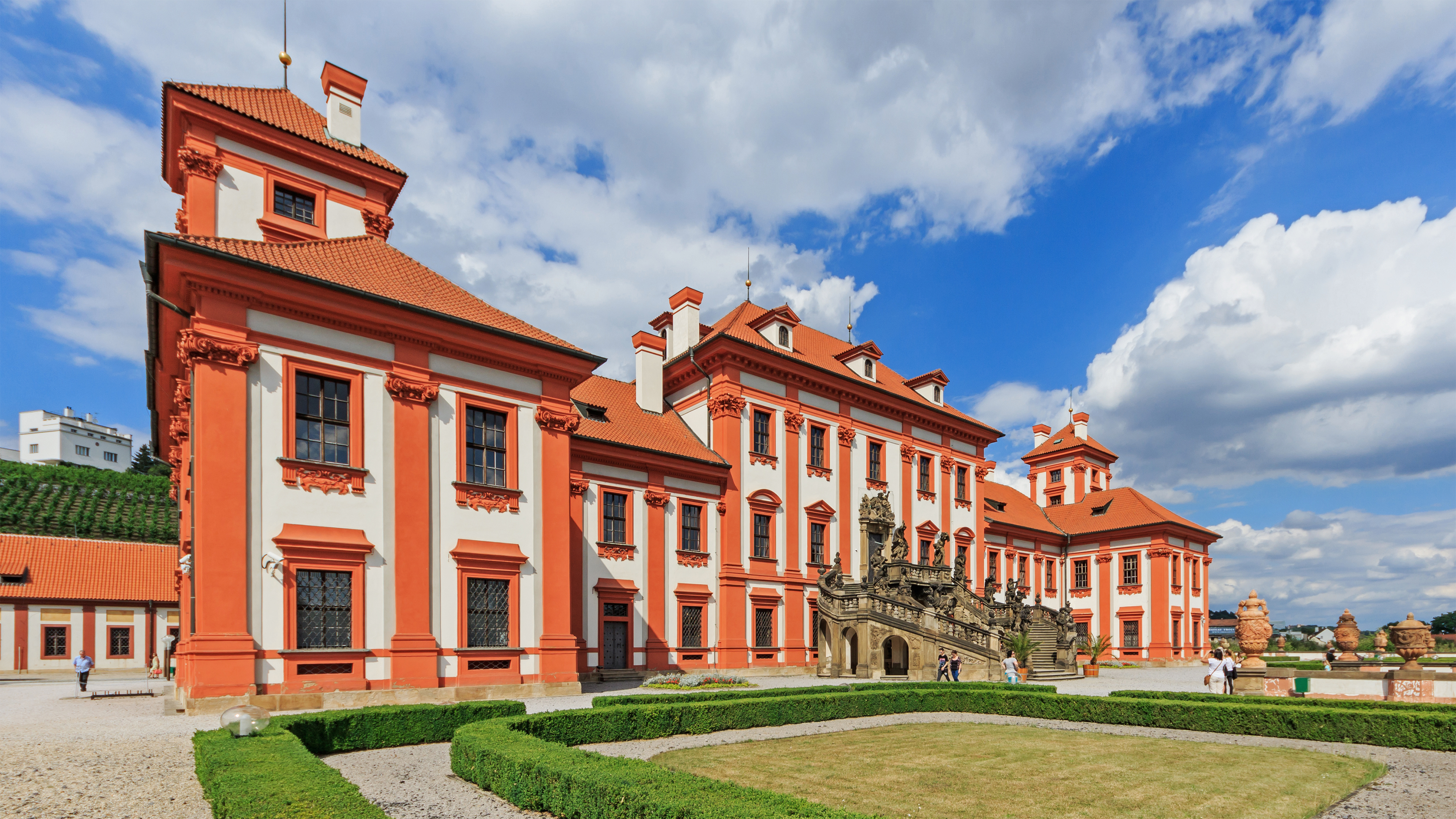
Im Prager Schloss Troja wohnte Stein während seines Exils von 1810 bis 1812.

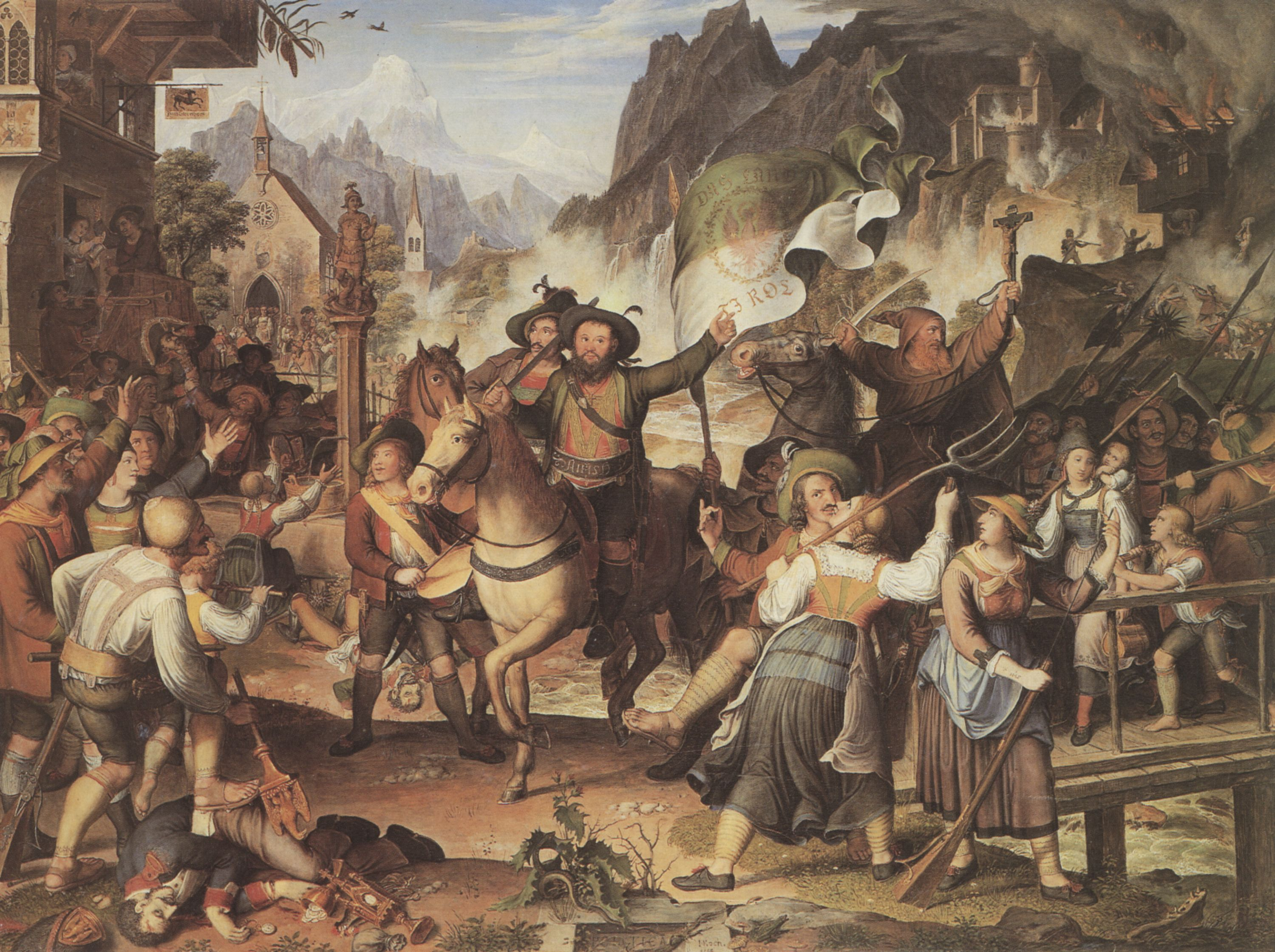
Der Tiroler Landsturm im Jahre 1809, Gemälde von Joseph Anton Koch, um 1820

Anfangs setzte Stein auf eine Erfüllungs- und Koexistenzpolitik gegenüber Napoleon. Insbesondere die Verhandlungen über die Höhe der Kriegskontributionen und die immer wieder von französischer Seite vorgebrachten neuen Forderungen ließen bei ihm im Laufe seiner Amtszeit den Gedanken an Widerstand wachsen. Dazu trug auch der beginnende Aufstand gegen Napoleon in Spanien bei. Stein setzte auf einen allgemeinen Volksaufstand im nördlichen Deutschland und ein Bündnis mit Österreich. Wie für August Neidhardt von Gneisenau und Gerhard von Scharnhorst war auch für ihn das Hauptziel der Politik Preußens, sich auf einen künftigen Krieg vorzubereiten. Die oppositionelle Haltung Steins gegenüber den Besatzern kam in einem abgefangenen Brief zum Ausdruck, der in der französischen Regierungszeitung Le Moniteur abgedruckt wurde. Napoleon nutzte den Brief dazu, Preußen unter Druck zu setzen und zur Annahme der Kriegskontributionen zu zwingen. Von Spanien aus gab Napoleon selbst einen Heeresbefehl, in dem er Stein zu einem Feind Frankreichs erklärte. Napoleon befahl, die Besitzungen Steins zu beschlagnahmen und Stein erschießen zu lassen. Friedrich Wilhelm III., der keinen Bruch mit Frankreich riskieren wollte, entließ Stein am 24. November 1808 mit Dank für die geleisteten Dienste und der Fortzahlung seines Ministergehalts für ein Jahr.
Noch am Tag der offiziellen Entlassung übersandte Stein den Mitgliedern des Königshauses sowie des Staatsrates eine im Wesentlichen durch von Schön verfasste Schrift, die später unter dem Namen „politisches Testament“ bekannt wurde. Sie zog einerseits ein Resümee der bisherigen Reformpolitik und sprach andererseits die nach Steins Meinung nötigen weiteren Veränderungen an. Zu letzteren gehörte etwa die Gemeinheitsteilung und die Aufhebung der Fronarbeit, die Einführung einer Staatsrepräsentation, aber auch die Erziehung der Jugend zu Religion und Vaterlandsliebe sowie eine Stärkung des Adels.
Die Entlassung markierte trotz der Reformen aber auch das politische Scheitern Steins als leitender Minister. Dabei war die Zerstörung seiner Machtbasis vielfach auf ihn selbst zurückzuführen: So hatte er sich in vielen Bereichen gleichzeitig Gegner gemacht, deren Stärke er unterschätzte. Dazu gehörte insbesondere die Widerstandsfähigkeit von Adel und Krone. Beim König spielte auch der Unwillen über die Selbstherrlichkeit Steins eine Rolle. Nicht zuletzt die Schroffheit seines Wesens und die Eruptivität seines Temperaments verringerten zunehmend seinen Einfluss. Dies waren auch zentrale Gründe, weshalb er später keine wirkliche Führungsrolle mehr einnehmen konnte.
Nachdem Stein vom Befehl Napoleons erfahren hatte, flüchtete er nach Böhmen und hielt sich in Brünn, Troppau und Prag auf. In der habsburgischen Monarchie lebte Stein mehr als drei Jahre. In dieser Zeit hoffte er vergeblich auf einen Aufstand vor allem in den napoleonischen Staaten Königreich Westphalen und Großherzogtum Berg. Mit großer Sympathie beobachtete er den Aufstand der Tiroler um Andreas Hofer. Von dem Maler Joseph Anton Koch ließ er später ein monumentales, heroisierendes Gemälde schaffen.
Im Exil entwarf er verschiedene Verfassungskonzepte für eine deutsche Verfassung; dabei spielte auch die Wiederherstellung des alten Reiches eine Rolle. Scharfe Kritik übte er an der Willfährigkeit der Rheinbundfürsten gegenüber den Franzosen. Mehrfach versuchte Stein eine Begnadigung oder Milderung von Napoleon zu erreichen. 1811 sah dieser in Stein, teilweise zu Recht, den Kopf eines möglichen Widerstands in den deutschen Staaten, verzichtete aber darauf, Österreich auf eine Auslieferung zu drängen. Die Ächtung Steins entgegen allen zwischenstaatlichen Gepflogenheiten hatte ihr Ziel letztlich nicht erreicht, da dieser zu einem Symbol und einer führenden Persönlichkeit des antinapoleonischen Widerstandes geworden war.

#### Befreiungskriege und Wiener Kongress

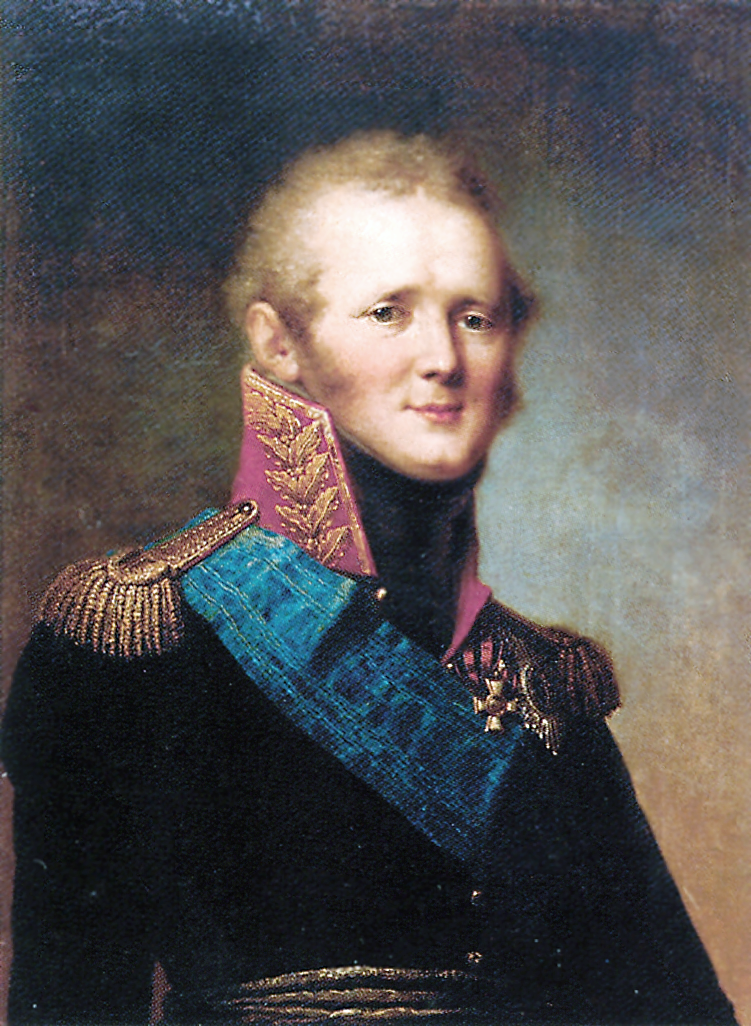
Kaiser Alexander I. von Russland, Gemälde von Stepan Semjonowitsch Schtschukin, 1809

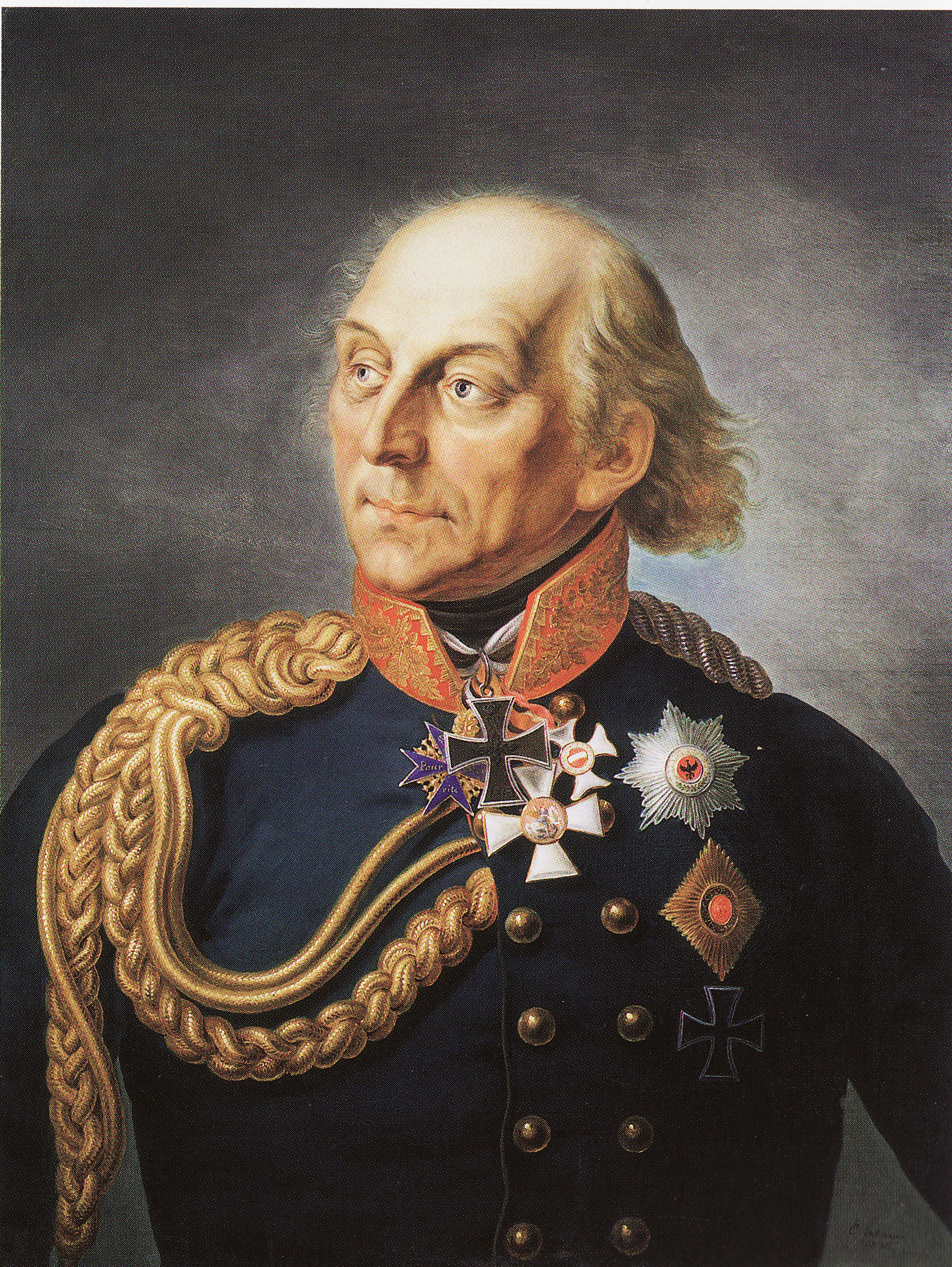
Ludwig Yorck von Wartenburg, Gemälde von Ernst Gebauer, 1835

In Erwartung des drohenden Kriegs mit Frankreich begann Zar Alexander I., Gegner Napoleons an seinen Hof zu ziehen. Zu diesen gehörte auch Stein, der zu einem Berater des Zaren wurde, ohne jedoch in ein offizielles Dienstverhältnis zu treten. Er begann nunmehr offensiv für den antinapoleonischen Widerstand zu werben. So schlug er zur Koordination und Vorbereitung eines Volksaufstandes ein „Deutsches Komitee“ vor. Stein unterstützte Justus von Gruner, der von Prag aus den Aufbau eines Spionage- und Agentennetzes betrieb. Er selbst entwickelte in seiner Petersburger Denkschrift vom 17./18. September 1812 einen Plan für einen erfolgreichen Krieg in Deutschland.
Nach dem Rückzug der Großen Armee zog Stein mit dem Hauptquartier des Zaren in Richtung der preußischen Grenze. Auf ostpreußischem Gebiet ließ er im Auftrag des Zaren sofort Landwehreinheiten bilden, obwohl Preußen noch immer mit Frankreich verbündet war. Auch die Landstände ließ er einberufen. Nachdem der preußische General Ludwig Yorck von Wartenburg in der Konvention von Tauroggen zu den alliierten Gegnern Napoleons übergewechselt war, drängte Stein den noch immer zaudernden Friedrich Wilhelm III. zum Seitenwechsel. Im März 1813 schloss dieser dann, vermittelt durch Stein, im Vertrag von Kalisch ein Bündnis mit Russland, und der Befreiungskrieg wurde proklamiert. In dieser Zeit präzisierte Stein seine Verfassungsvorstellungen vom vorangegangenen Jahr. Danach sollten nicht nur der Rheinbund zerschlagen, sondern auch die Souveränitätsrechte der übrigen Staaten, wie die Entscheidung über Krieg und Frieden, zu Gunsten eines deutschen Kaisers und eines Reichstages begrenzt werden. Eine starke zentrale Exekutivgewalt sollte hinzutreten. Um das Übergewicht Österreichs nicht zu groß werden zu lassen, forderte Stein auch eine Stärkung Preußens.
Stein hatte die Einrichtung einer alliierten Zentralverwaltungsbehörde als Besatzungsbehörde und als Beschaffungsstelle für Geld, Waffen und Soldaten vorgeschlagen. Dahinter steckte vor allem die Absicht, eine Basis für die Wiederherstellung eines deutschen Reiches zu schaffen. Diesem Konzept folgten die Regierungen Preußens und Russlands nicht; die Aufgaben blieben rein administrativ. Stein wurde Chef dieser Behörde, was ihm den spöttischen Beinamen „Kaiser von Deutschland“ einbrachte. Zu den zu verwaltenden Gebieten gehörten neben Teilen der ehemaligen napoleonischen Modellstaaten wie Westphalen, Berg und Frankfurt auch das Königreich Sachsen, dessen König Friedrich August I. wegen seiner Treue zu Napoleon verhaftet worden war. Vergeblich plädierte Stein dafür, die süddeutschen Rheinbundstaaten zu besetzen. Der Verwaltungsrat wurde am 21. Oktober 1813 faktisch aufgelöst; an seine Stelle trat das Departement Central d’Administration, das auch für die linksrheinischen Gebiete und die von den Koalitionstruppen besetzten französischen Gebiete zuständig wurde. Stein hatte auch darin die Leitung inne. Er erhielt seine Weisungen von einem Diplomatenrat der Alliierten.
Während des Krieges und nach dem Sieg der Alliierten legte Stein zahlreiche Vorstellungen zur Neuordnung Deutschlands und Europas vor. Sowohl seine Kritik am russischen Plan, in Polen einen abhängigen Staat (Kongresspolen) zu errichten, wie seine Forderung nach einer Verschiebung der französischen Grenze nach Westen wurden abgelehnt. Steins Entwürfe für die Gestaltung Deutschlands waren von idealisierten Vorstellungen vom deutschen Kaisertum im Mittelalter bestimmt. Er plädierte für die Erneuerung des Kaisertums. Freilich wollte er kein Zurück zum Zustand des Reiches im 18. Jahrhundert, sondern schlug einen preußisch-österreichisch dominierten Föderationsstaat vor. Insgesamt fanden Steins Vorstellungen bei den maßgeblichen Fürsten und Politikern keinen Rückhalt. Zwar war er russischer Gesandter auf dem Wiener Kongress, doch blieb sein Einfluss gering. Zudem waren seine Positionen widersprüchlich. Als ehemaliger Reichsunmittelbarer unterstützte er die Forderung der mediatisierten Reichsstände nach Restauration ihrer Stellungen, andererseits sprach er sich für eine starke Kompetenz des Deutschen Bundes und die Einschränkung der Souveränität der Einzelstaaten aus. Ohne Erfolg reiste Stein noch vor Verabschiedung der Bundesakte ab.

#### Verfassung für Nassau und Privatleben

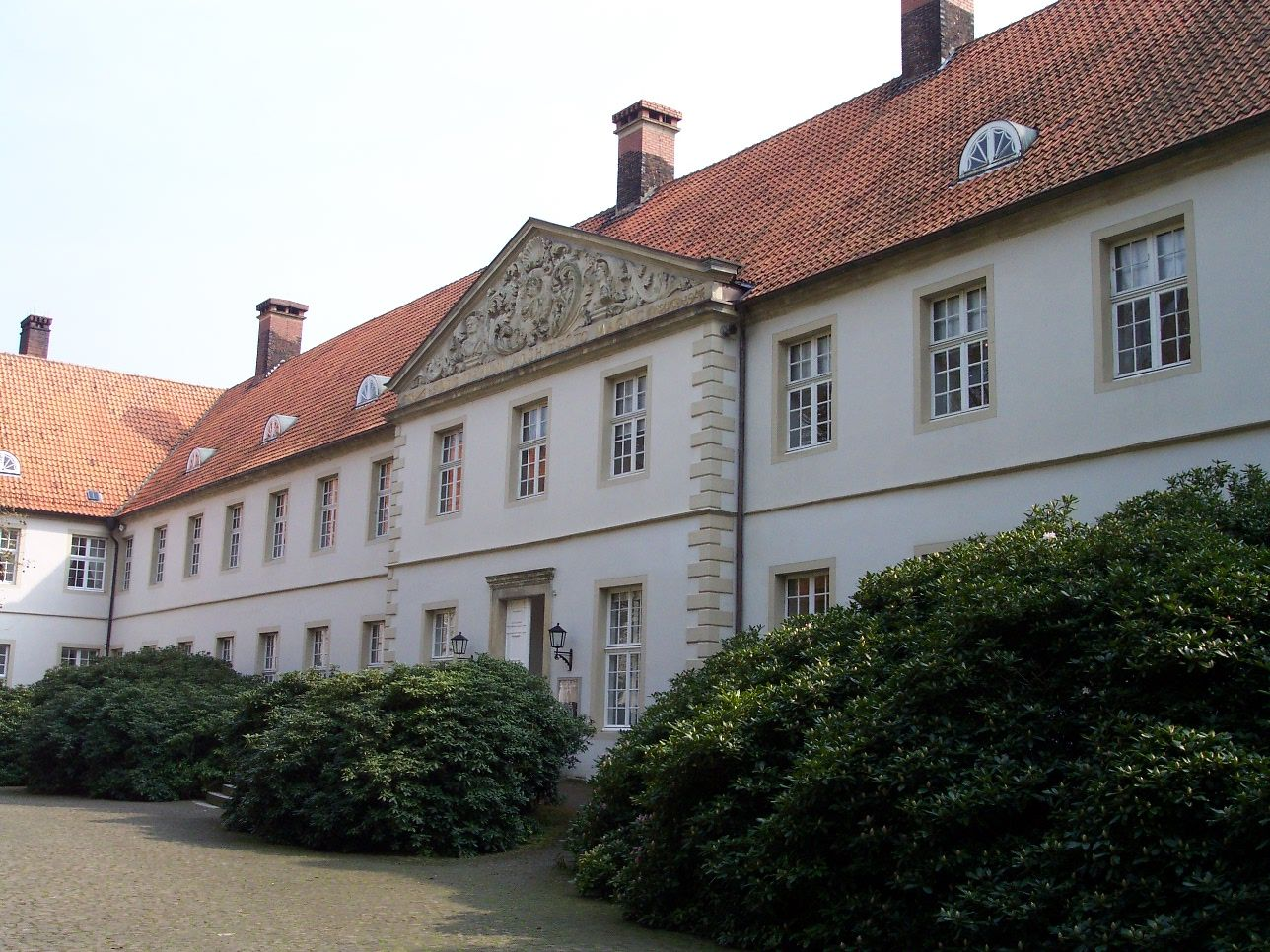
Schloss Cappenberg in Westfalen

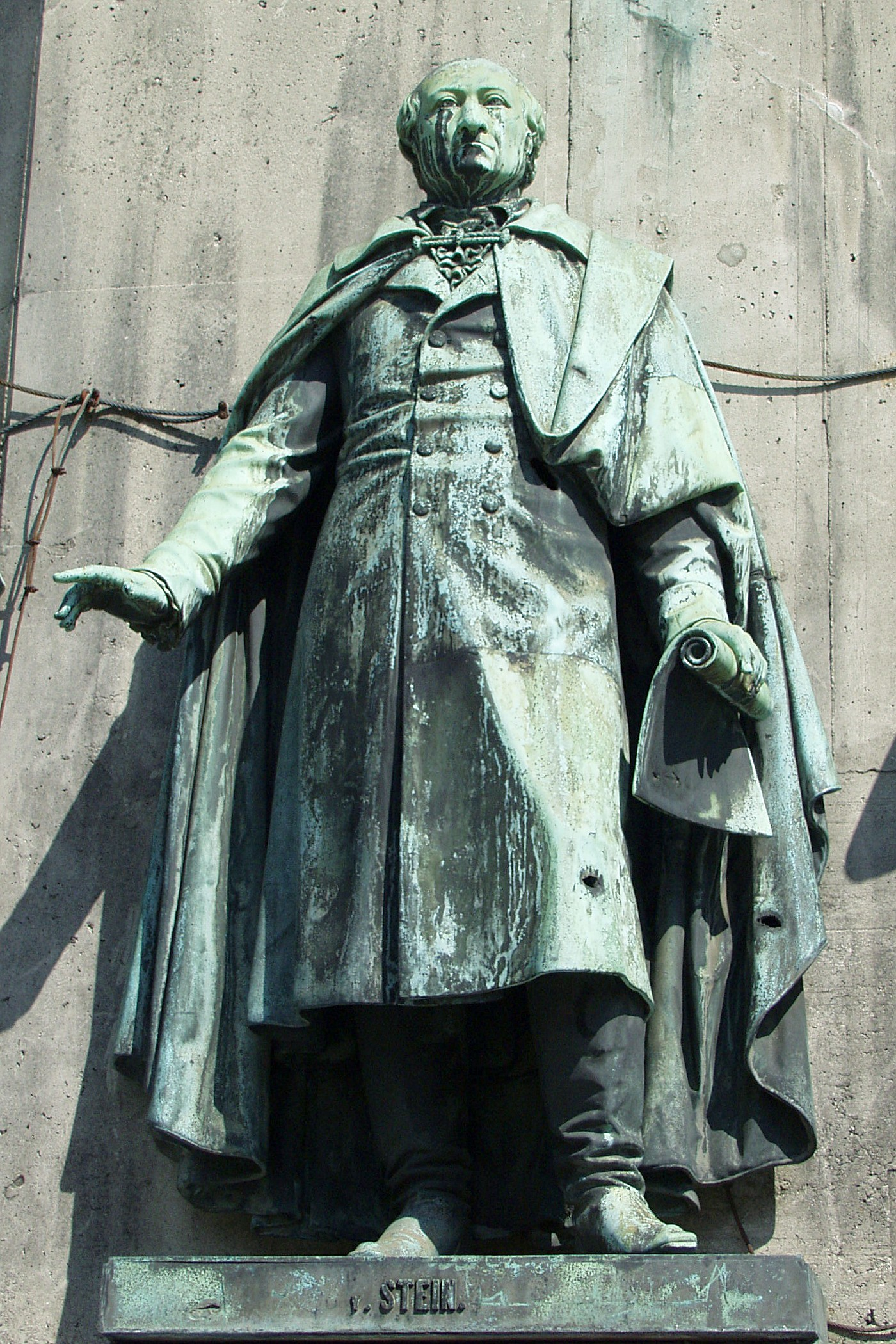
Standbild Steins am Reiterstandbild Friedrich Wilhelms III. auf dem Kölner Heumarkt

1814 erhielt Stein die während der napoleonischen Ära beschlagnahmten Güter in Nassau mit einer beträchtlichen Entschädigung zurück. Die Verwaltung legte er, wie früher schon, in die Hände seiner Schwester Marianne. Im Sommer verbrachte er selbst dort meist einige Monate. Sein Versuch, zumindest Teile seiner früheren Herrschaftsrechte zurückzubekommen, scheiterte. Gleichwohl beteiligte sich Stein an der Ausarbeitung einer Verfassung für Nassau. Dadurch war das Land 1814 Vorreiter im deutschen Bund. Stein erhielt eine Virilstimme im Landtag, büßte den Sitz aber wieder ein, als er sich 1818 weigerte, den Untertaneneid abzulegen.
1816 tauschte Stein seine Herrschaft in der Provinz Posen gegen die Güter und das Gebäude des ehemaligen Klosters Cappenberg bei Lünen in Westfalen. 1816 verlieh ihm der preußische König Friedrich Wilhelm III. den Schwarzen Adlerorden. Zusätzlich erwarb er 1823 das ehemalige Kloster Scheda. Zusammen mit Cappenberg wurden die Besitzungen Steins 1826 zu einer Standesherrschaft erhoben. Dieser Titel war an seine Person gebunden und nicht erblich. Stein lebte mit seiner Familie zunächst überwiegend in Frankfurt. 1819, nach dem Tod seiner Frau, machte er mit seinen Töchtern ausgedehnte Reisen in die Schweiz und nach Italien. Seinen Frankfurter Wohnsitz gab er 1824/25 auf und hielt sich seither entweder in Nassau oder auf Cappenberg auf.
Die Position eines Bundestagsgesandten, die ihm sowohl von Österreich wie auch von Preußen angetragen wurde, lehnte Stein ab. Er war aber durch eine umfangreiche Korrespondenz, die Besuche zahlreicher Gäste auf Cappenberg und seine Lektüre über das Zeitgeschehen gut informiert.
Stein unterstützte als reichsritterlicher Reichspatriot die nationale Bewegung. In einem Brief an Ernst von Münster schrieb er „Es tut mir leid, daß Euer Exzellenz in mir den Preußen vermuten … Ich habe nur ein Vaterland, das heißt Deutschland, und da ich nach alter Verfassung nur ihm und keinem besonderen Teil desselben angehörte, so bin ich auch nur ihm und nicht einem Teil desselben von ganzer Seele ergeben.“ Darüber hinaus kritisierte er die Karlsbader Beschlüsse und die Demagogenverfolgung und begrüßte den Übergang der süddeutschen Staaten zum Konstitutionalismus. Die Bundeszentralbehörde verdächtigte ihn daher, die oppositionelle Bewegung im Deutschen Bund zu schützen und zu fördern. Er unterstützte teilweise mit erheblichen Geldbeträgen die Freiheitsbewegung in Griechenland und stand vergleichbaren nationalen Bewegungen, etwa in Polen oder in Süd- und Mittelamerika, positiv gegenüber. Allerdings lehnte Stein die frühliberale Bewegung und die Bildung von politischen Parteien ab, da sie nicht seinen altständischen Grundsätzen entsprachen. Scharf kritisierte er die belgische Revolution, da er in dem neuen Staat eine „Pöbelherrschaft“ befürchtete.

#### Gründung der Monumenta Germaniae Historica
Von nachhaltiger Bedeutung Steins für die Geschichtswissenschaft war seine Initiative zur Gründung der Monumenta Germaniae Historica als bedeutendstes Quellenwerk zur mittelalterlichen deutschen Geschichte. Neben allgemeinem historischen Interesse spielten für Stein dabei auch nationalpädagogische Gründe und die Überwindung des einzelstaatlichen Partikularismus eine Rolle. Bereits seit 1814 bemühte sich Stein in Kontakt mit Politikern und Fürsten um Unterstützung für die Editionspläne. Konkretisiert wurden diese von Wissenschaftlern und Politikern wie Friedrich Carl von Savigny, Barthold Georg Niebuhr oder Johann Albrecht Friedrich von Eichhorn und führten am 20. Januar 1819 zur Gründung der „Gesellschaft für ältere deutsche Geschichtskunde“ in Steins Wohnung in Frankfurt. Präsident der Gesellschaft zur Herausgabe der Monumenta wurde Stein. Bis 1824 leitete er die Arbeiten persönlich und übertrug sie danach an den Historiker Georg Heinrich Pertz. Stein selbst kümmerte sich weiter um die Organisation des Projekts. Der erste Band mit Quellen zur Karolingerzeit erschien 1826.
Eine Motivation Steins für die Monumenta war das Ziel, die Legitimation des Adels und Steins ständisches Denken aus der mittelalterlichen Geschichte herzuleiten. Dem entsprach die anfängliche Finanzierung des Projekts. Ausschließlich der deutsche Adel sollte die Kosten übernehmen, bürgerliche und ausländische Unterstützer wurden abgewiesen. Auf längere Sicht konnte dies nicht aufrechterhalten werden, und vor allem nach Steins Tod erhielt das Projekt staatliche Unterstützung.

#### Vertreter adelig-ständischer Interessen

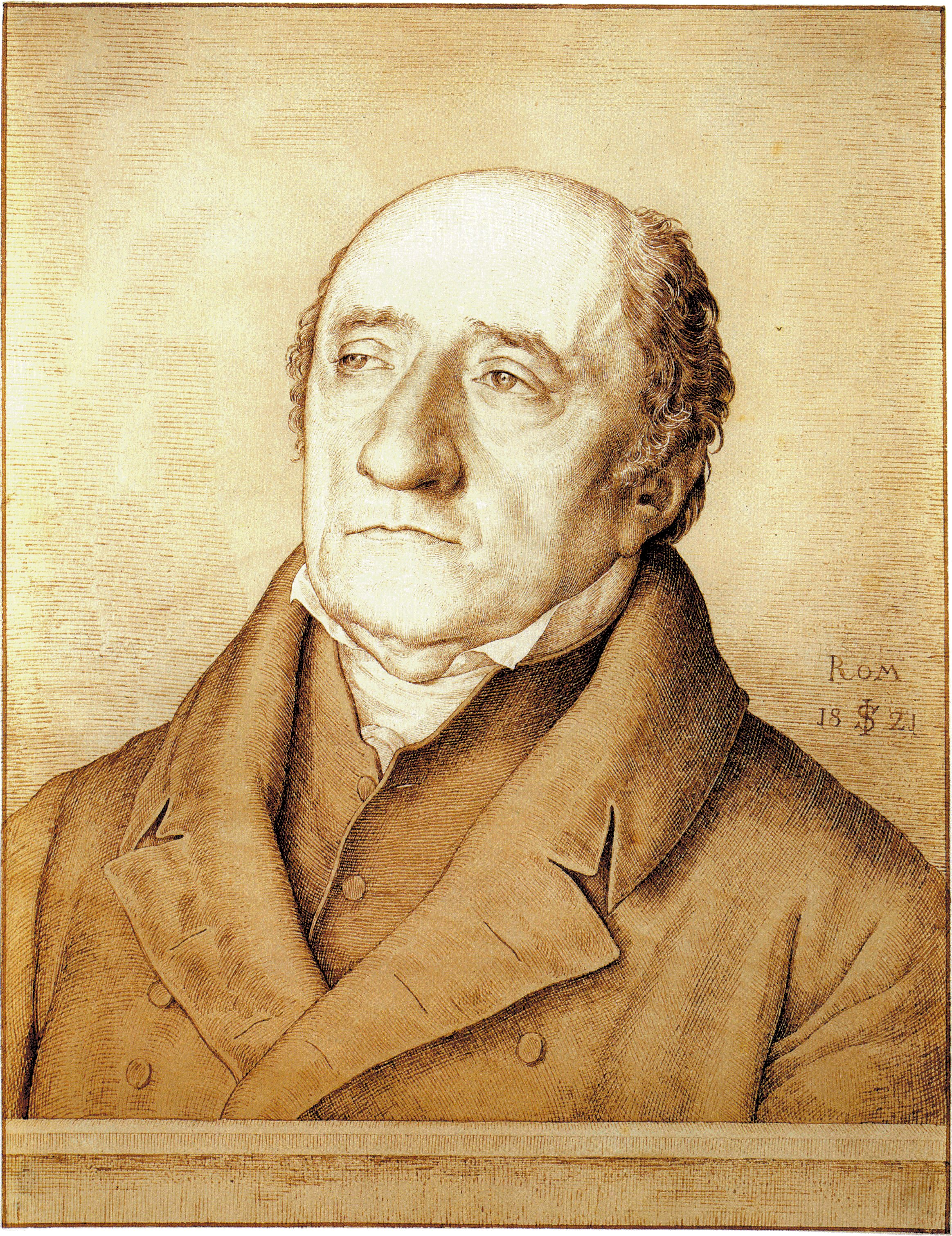
Karl Freiherr vom Stein, Zeichnung von Julius Schnorr von Carolsfeld, 1821

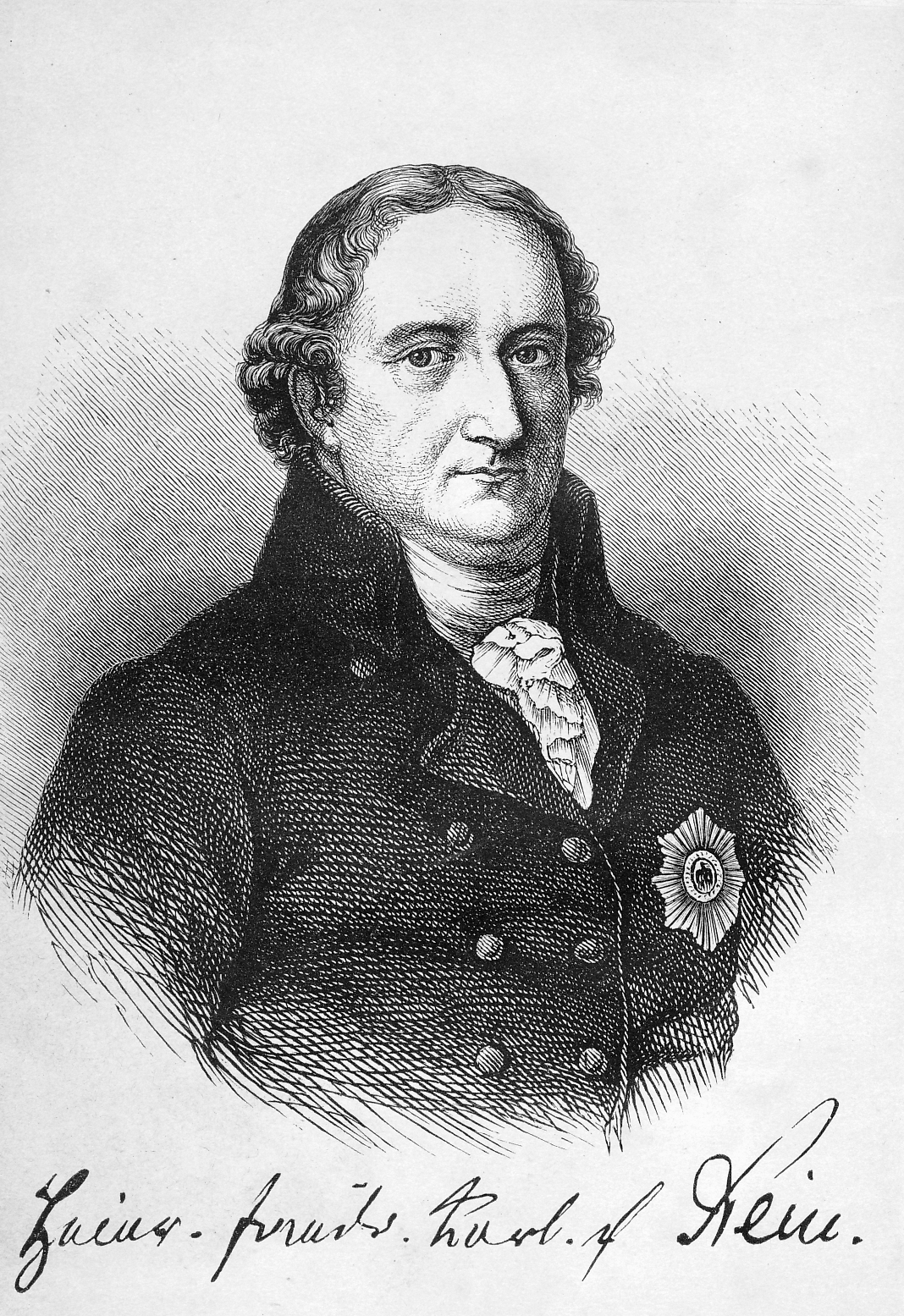
Porträt mit Unterschrift des Freiherrn vom und zum Stein. Aus: R. Giseke: Heinrich Friedrich Karl Freiherr vom und zum Stein – Ein Lebensbild für alle Freunde der vaterländischen Geschichte, Verlag von Otto Spamer, Leipzig 1855

Wie sehr Steins politische ständische Ziele von denen der Liberalen entfernt waren, zeigte sich im Vorfeld der Einrichtung der Provinziallandtage. Er beteiligte sich an Diskussionen und Forderungen des westfälischen Adels. An einer Petition von 1818 war er maßgeblich beteiligt. Zwar sollten die Bauern nicht von den Gremien ausgeschlossen werden, aber Stein verlangte, dass ihre Deputierten aus der Bauernschaft selbst und nicht aus den ländlichen Unterschichten oder aus der Schicht der Intellektuellen kommen sollten. Darüber hinaus kämpfte er für besondere Adelsrechte, wie eine erbliche Mitgliedschaft in den Landtagen, einen Vorzug bei der öffentlichen Stellenbesetzung, einen privilegierten Gerichtsstand und Ähnliches. Diese Vorstellungen gingen zumindest teilweise in die Organisation der Provinzialstände ein. Für die Provinz Westfalen wurde die Provinzialordnung per Gesetz am 27. März 1824 erlassen. Der Provinziallandtag war in vier Stände eingeteilt. Stein gehörte als Standesherr automatisch zur Mitgliedschaft und bildete zusammen mit zehn weiteren Personen den ersten Stand. Hinzu kamen die Stände der Besitzer landtagsfähiger Rittergüter, der Städte und der Landgemeinden.
Der erste westfälische Provinziallandtag trat am 29. Oktober 1826 in Münster zusammen und tagte etwa zwei Monate. Stein wurde zum Landtagsmarschall und damit zum Vorsitzenden ernannt. In seiner Eröffnungsrede begrüßte er die Wiedereinführung der ständischen Verfassung und grenzte diese von der „alles umformenden Verfassung“ zur Zeit der französischen Vorherrschaft ab. Auch die folgenden Tagungen der Versammlung standen unter seinem Vorsitz.
Auf dem ersten Provinziallandtag kam es zu heftigen Auseinandersetzungen zwischen den Adelsvertretern mit Stein an der Spitze auf der einen Seite und den Abgeordneten der Städte und Landgemeinden auf der anderen Seite. Auch in zahlreichen anderen Punkten, etwa der Erfassung der adeligen Besitzer durch staatliche Kataster als Basis einer Grundsteuer, oder in der Frage, ob Landbesitz frei verkäuflich sein sollte, zeigte er sich als Gegner wirtschaftsliberaler Reformen und Verteidiger adelig-ständischer Vorherrschaft. Zur Judenemanzipation wiederum, die er im Zuge der Städteordnung von 1808 auf den Weg gebracht hatte, verhielt er sich ablehnend und dachte 1816 an eine Ausweisung der Juden an „die Nordküste Afrikas“. Er beschwor antijüdische Klischees in Form angeblicher, von Juden ausgehender Gefahren, warnte davor, dass die aus der Leibeigenschaft befreiten Bauern in „die Hörigkeit an die Juden und an die Wucherer“ geraten würden, sprach von der „Verderblichkeit der jüdischen Horde“ und unterstellte jüdischen Bankiers 1823 einen „Mangel an Ehrgefühl“ und „Befriedigung der Habsucht“.
Wie weit er sich von seinen Positionen der Reformzeit entfernt hatte, wurde nicht zuletzt im Zusammenhang mit der Revision der Städteordnung von 1808 deutlich. Während er den Entwurf einer solchen Ordnung 1831 positiv bewertete, lehnten ihn die Vertreter der Städte wegen der vorgesehenen stärkeren staatlichen Kontrolle und Einschränkung der Selbstverwaltung ab. Allerdings hielt Stein an seinen Vorstellungen eines gesamtstaatlichen Konstitutionalismus fest, wie sich während des Provinziallandtages von 1830/31 zeigte. Dabei gingen die Vorstellungen insbesondere des Bürgertums inzwischen deutlich weiter als die Steins. Während das Bürgertum unter Eindruck der revolutionären Ereignisse von 1830 einen direkten Antrag auf die Einberufung eines gesamtstaatlichen Parlaments forderte, hielt Stein diese offene Kampfansage für ungebührlich. Ihm gelang es nur mit Mühe, einen Kompromiss durchzusetzen und die Forderungen an den Prinzen Wilhelm zu richten.

#### Tod

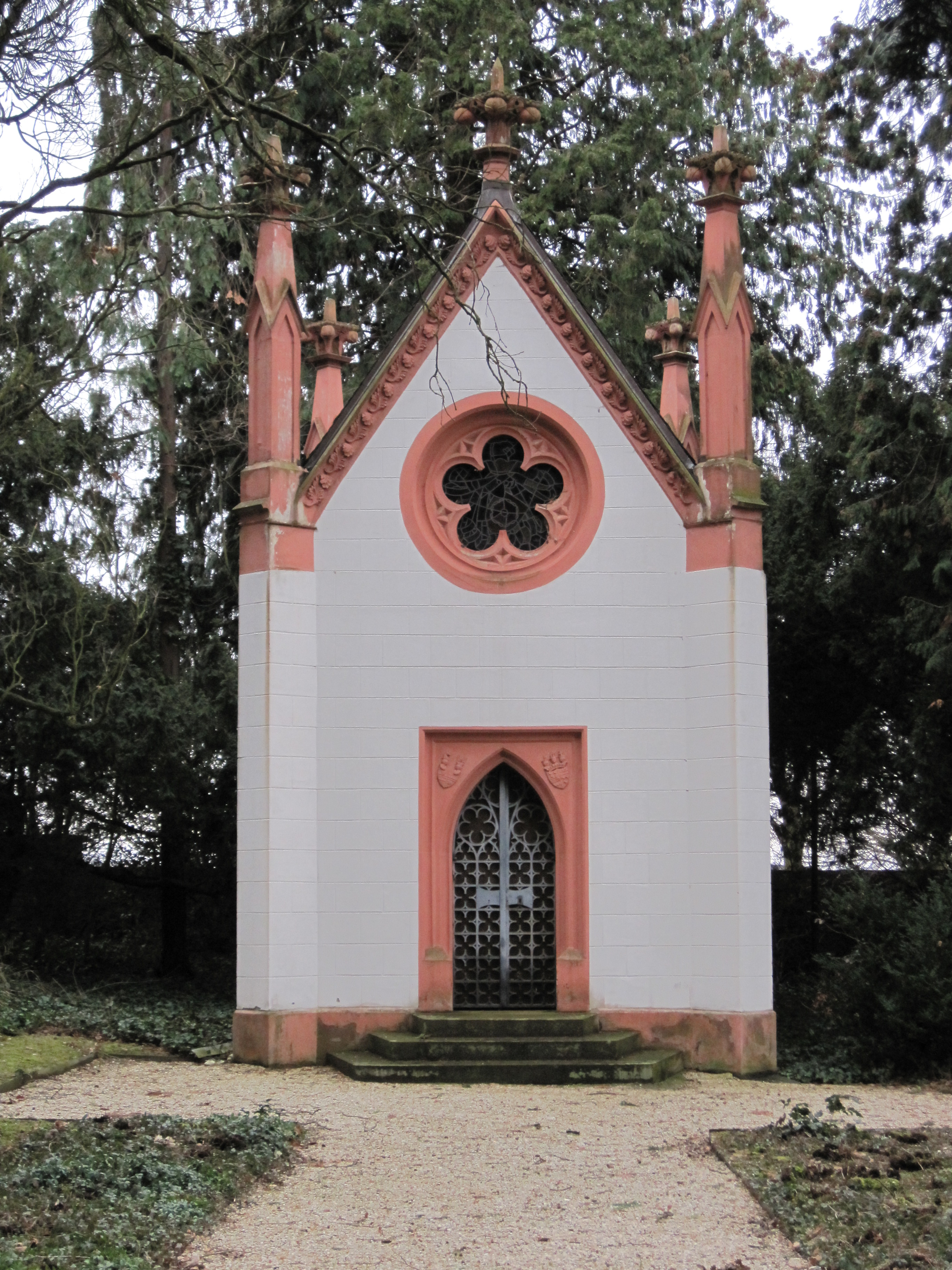
Steins Gruft in Frücht

In seinen letzten Lebensjahren litt Stein unter einem Lungenleiden und Herzkrankheiten. Begraben liegt Stein in der Familiengruft in Frücht bei Bad Ems, die er von dem Kölner Bildhauer Peter Joseph Imhoff bauen ließ. Seine älteste Tochter, Gräfin Giech, veranlasste nach künstlerischer Beratung durch Sulpiz Boisserée 1836–1843 den Bau einer neugotischen Kapelle darüber, die der Münchner Architekt Joseph Daniel Ohlmüller entwarf. Das Marmorrelief auf Steins Grabdenkmal schuf 1837–1840 Ludwig Schwanthaler. Der Grabstein in der Familiengruft in Frücht trägt folgende Inschrift:

„Heinrich Friedrich Karl Reichsfreiherr vom und zum Stein

geboren den 25sten Oktober 1757,

gestorben den 29sten Juni 1831, ruhet hier;

der Letzte seines über sieben Jahrhunderte

an der Lahn blühenden Rittergeschlechtes;

demütig vor Gott, hochherzig gegen Menschen,

der Lüge und des Unrechtes Feind,

hochbetagt in Pflicht und Treue,

unerschütterlich in Acht und Bann,

des gebeugten Vaterlandes ungebeugter Sohn,

in Kampf und Sieg Deutschlands Mitbefreier.

Ich habe Lust, abzuscheiden und bei Christo zu seyn.“

## Bewertung

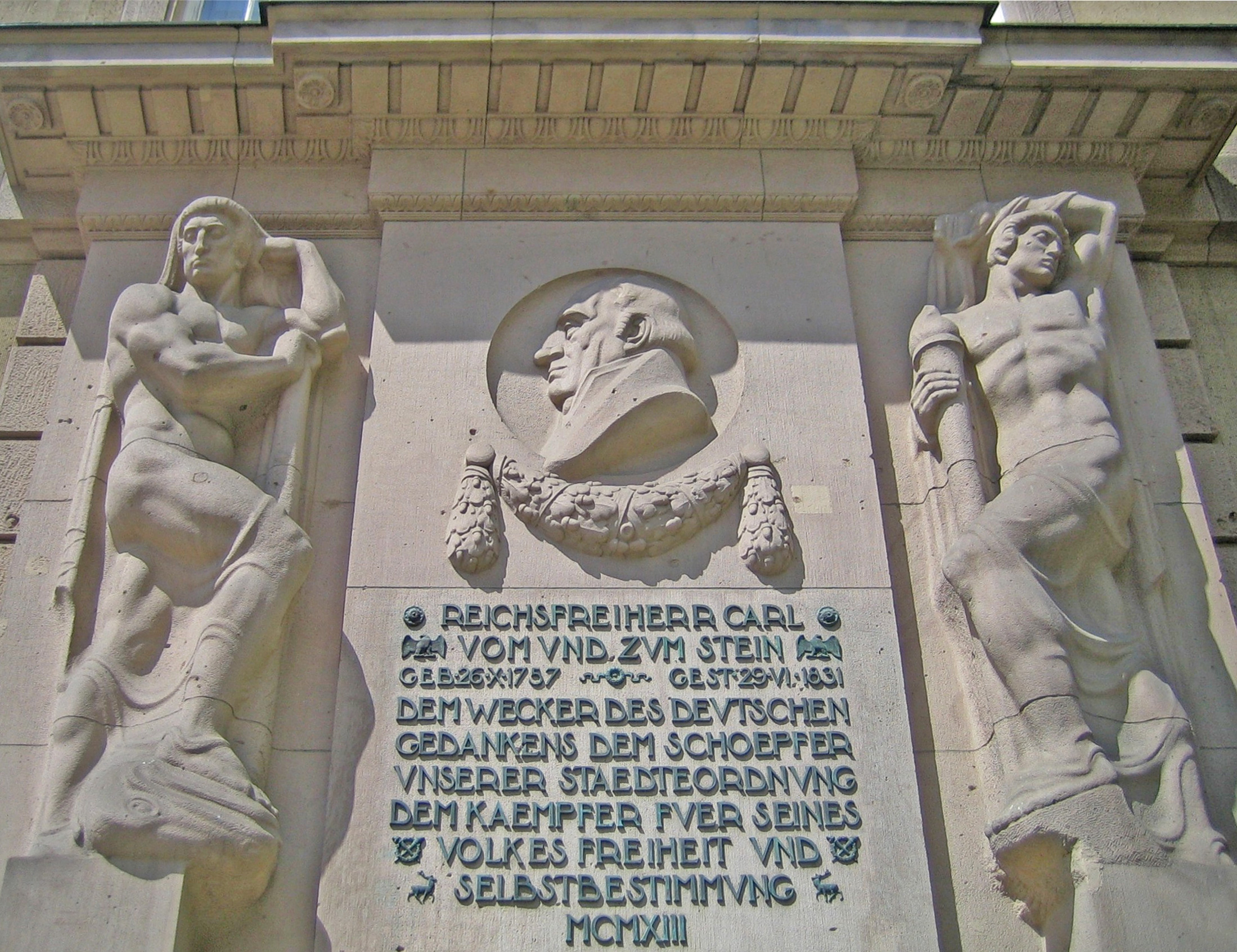
Relief am Rathaus Schöneberg, Berlin

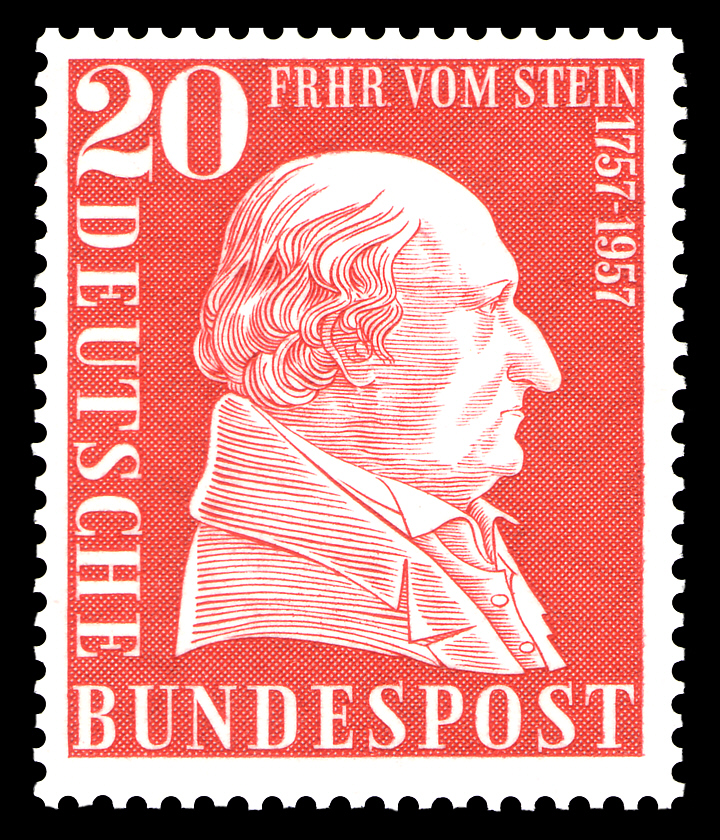
Sonderbriefmarke der Deutschen Bundespost zum 200. Geburtstag Steins 1957

Nach seinem Tod wurde Stein nicht nur Gegenstand historischer Darstellungen, sondern seine Person und sein Wirken wurden von unterschiedlichen Seiten politisch vereinnahmt.
Auf Drängen seines Freundes, des Frankfurter Pfarrers Alexander Stein, hatte Stein von 1821 bis 1823 seine „Lebenserinnerungen“ verfasst.
Eine erste sechsbändige Stein-Biographie verfasste Georg Heinrich Pertz nach 1849. Hinter einer quellengesättigten Darstellung verbarg sich dabei der Versuch, das Bild eines sowohl antirevolutionären wie antirestaurativen national gesinnten Liberalen zu zeichnen. Ernst Moritz Arndt begründete 1858 eine Tradition der kritiklosen Stein-Verehrung.
In den 1870er Jahren versuchten sowohl Liberale wie auch Konservative, sich auf Stein zu berufen. Aber auch der Staat und die Monarchie begannen, Stein für sich zu reklamieren. Als 1872 ein Denkmal für ihn auf der Stammburg der Steins in Nassau eingeweiht wurde, war neben Otto von Bismarck auch Kaiser Wilhelm I. anwesend. Drei Jahre später wurde ein Denkmal auf dem Dönhoffplatz in Berlin eingeweiht, für das vor allem Liberale, unterstützt vom Staat, Gelder spendeten. Während des Kaiserreichs entstanden die ersten anspruchsvollen wissenschaftlichen Biographien. Der englische Historiker John Robert Seeley deutete Stein als Liberalen und entschiedenen Gegner Napoleons. Bei einer Forschungskontroverse, vor allem zwischen Ernst von Meier und Max Lehmann, der eine wichtige Biographie über Stein vorlegte, ging es um die Frage, ob Stein von den Ideen der französischen Revolution beeinflusst worden war. Lehmann betonte dabei eine Nachahmung der französischen Entwicklung.
Hugo Preuß und auch die Sozialdemokraten versuchten, Stein für die Republik in Anspruch zu nehmen. Für Preuß war Stein „Deutschlands größter innerer Staatsmann“, dessen Ziel letztlich der „demokratisch selbst regierende Staat“ gewesen sei. Der Marxist Franz Mehring lobte Steins Patriotismus und seine Durchsetzungsfähigkeit gegenüber einem zaudernden König. Vor diesem Hintergrund wurde der hundertste Todestag Steins als Vorläufer der Republik gefeiert. Zahlreiche Schulen wurden zu dieser Zeit nach Stein benannt. Daneben erschien mit Gerhard Ritters Stein-Biographie eine bedeutende neue Interpretation. Dieser betonte die altständischen Wurzeln Steins in der Tradition des Heiligen Römischen Reiches. Er stilisierte ihn zwar zu einem Nationalhelden, sah aber innenpolitisch Bismarck als wichtigere Person an. Franz Schnabel wiederum versuchte, Stein als konstitutionellen Liberalen zu deuten. Auch Nationalsozialisten wie Adolf Hitler und Alfred Rosenberg versuchten, Stein für sich zu reklamieren. Die neue nationalsozialistische Gemeindeordnung berief sich ausdrücklich auf Stein. Erich Botzenhart, Herausgeber der ersten Gesamtausgabe der Schriften Steins, sah in ihm gar einen Vorläufer des Nationalsozialismus.
Nach dem Zweiten Weltkrieg vereinnahmen beide deutschen Staaten Stein für sich. In Rheinland-Pfalz wird alle drei Jahre die Freiherr-vom-Stein-Plakette für langjährige kommunalpolitische Tätigkeit verliehen. 1952 wurde in der Bundesrepublik Deutschland die Freiherr-vom-Stein-Gesellschaft gegründet mit dem Ziel, die Ideen und Gedanken Steins wissenschaftlich zu betrachten und der Öffentlichkeit zugänglich zu erhalten. Die Gesellschaft gab verschiedene Schriften zu Einzelaspekten aus dem Leben und dem Wirken Steins heraus. Wissenschaftlich bedeutsam war die Neuausgabe der Schriften Steins durch Walther Hubatsch. Dieser war 1957 an der Ausrichtung des zweihundertsten Geburtstages Steins führend beteiligt. Die DDR versuchte Steins Revolutionsgesinnung etwa aus seinen Äußerungen von 1813 abzuleiten. Gordon A. Craig wies auf die Tatsache hin, dass der Freiherr vom Stein längere Zeit hindurch sowohl in der west- wie in der ostdeutschen Forschung ähnlich positiv beurteilt wurde. Eine frühere Ausgabe des Handbuchs der deutschen Geschichte bezeichnete ihn als den „besten Staatsmann, über den Deutschland damals verfügte“. Das Pendant aus der DDR, die Deutsche Geschichte in drei Bänden, bezeichnete ihn als den „bedeutendsten deutschen Staatsmann der ersten Hälfte des 19. Jahrhunderts“.
Insbesondere seit den späten 1960er Jahren wurde das Wirken Steins in Teilen der bundesdeutschen Forschung eher kritisch gesehen. Hans-Ulrich Wehler urteilte im ersten Band seiner Gesellschaftsgeschichte: „Die Bedeutung Steins ist bisher maßlos überschätzt worden. Mit diesem zeitweilig frühliberal gefärbten, vorwiegend jedoch altständisch-romantisierend denkenden, reformkonservativen Beamten konnte sich […] die große Mehrheit einer älteren Historikergeneration bis hin zu einem wahren Steinkult identifizieren.“ Nach Meinung Wehlers setzte sich die Forschung sowohl über Steins nur kurzzeitige politische Spitzenstellung wie auch seine teilweise „abstrus-reaktionären Anschauungen“ hinweg. Ganz ähnlich äußerte sich auch Barbara Vogel. Sie sprach davon, dass Stein von der deutschen Geschichtsschreibung stets mit einer Hochachtung behandelt worden ist, die im umgekehrten Verhältnis zu seinen greifbaren Leistungen als Reformer steht.
In jüngster Zeit begann eine Relativierung dieser scharfen Kritik etwa durch Paul Nolte oder durch die jüngste Biographie Steins von Heinz Duchhardt. Dieser verzichtet weitgehend auf eine Etikettierung und versucht stattdessen, die Komplexität von Steins Handeln und Person darzustellen. Thomas Nipperdey zeichnete ebenfalls ein nicht eindeutiges Bild. Stein war danach ein konservativer Reformer, insofern als er an Traditionen, Stände und korporative Strukturen anzuknüpfen versuchte und einen ungebremsten Wirtschaftsliberalismus ablehnte. Aber er war ebenfalls modern, da er auf die Teilnahme der Bürger an den öffentlichen Angelegenheiten drängte. Dabei ging es ihm in erster Linie um den Staats- und erst in zweiter Linie um den Wirtschaftsbürger. Außerdem war Stein, laut Nipperdey, Moralist, der die Ideen der Selbstständigkeit, der Bildung und der Nation auch in seinen praktischen Maßnahmen zu verwirklichen suchte.

## Denkmäler

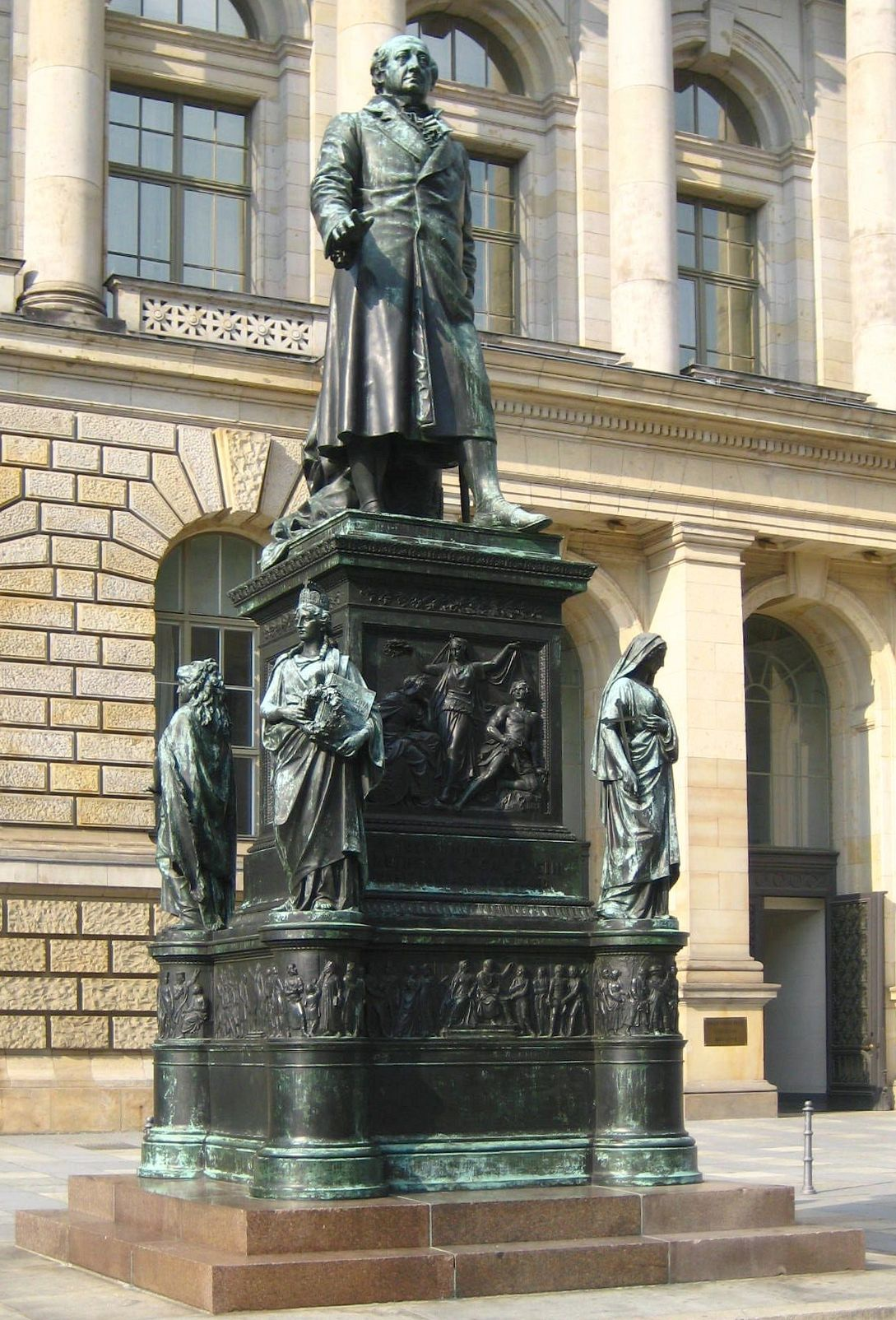
Stein-Denkmal vor dem Preußischen Landtag, Berlin-Mitte

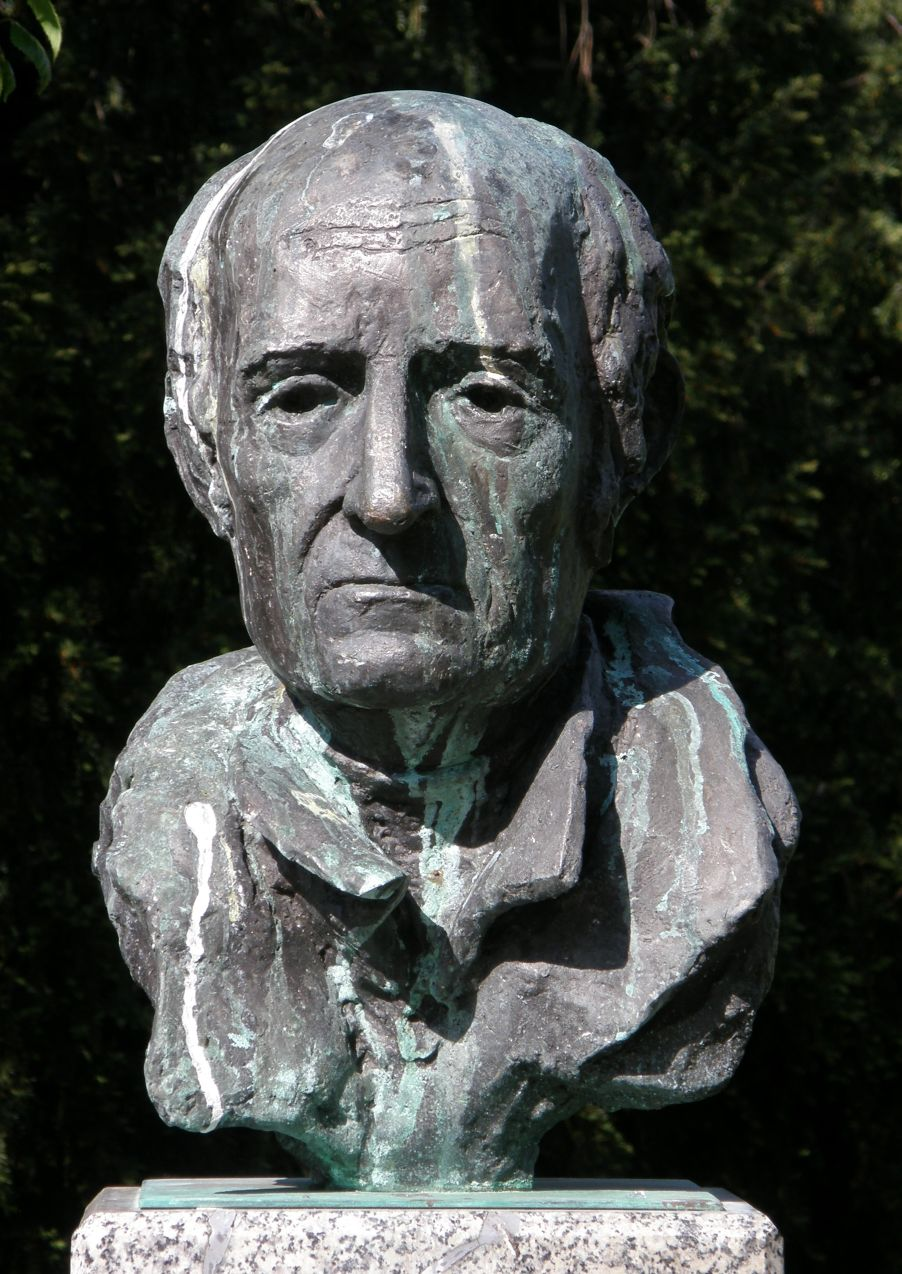
Büste auf dem Steinplatz, Berlin-Charlottenburg

- In Nassau (Lahn) stand seit 1872 eine Fiale mit einem Standbild von Stein vom Bildhauer Johannes Pfuhl, im Beisein von Kaiser Wilhelm I. eingeweiht. Das im Zweiten Weltkrieg beschädigte Denkmal wurde 1952 abgetragen.
- 1953 weihte Bundespräsident Theodor Heuss in Nassau ein neues Denkmal von Eugen Keller ein.
- Der Bildhauer Pfuhl übereignete das Modell des Standbildes der Stadt Breslau. Dort wurde es zunächst im Remter des Rathauses aufgestellt. 1910 fand das Standbild einen neuen Standort in der Alten Börse.
- Denkmal von 1992 aus acht Sandsteinstelen mit einer Bronzeskulptur vom slowenischen Bildhauer Marko Pogačnik in Cappenberg in der Nähe des Schlosses, das Stein seit 1816 gehörte.[41] Drei Büsten des Freiherrn von der Bildhauerin Annette Wittkamp-Fröhling wurden 2013 anlässlich des 30. Jahrestages der Stadtwerdung von Selm in den drei Ortsteilen Bork, Cappenberg und Selm aufgestellt.[42]
- Berliner Stein-Denkmal am Dönhoffplatz von 1875, von den Bildhauern Hermann Schievelbein und Hugo Hagen entworfen und dem Gießer Hermann Gladenbeck in Bronze gegossen. Seit 2003 steht es vor dem Preußischen Landtag.
- 1901 weihte Kaiser Wilhelm II. in der Siegesallee das Denkmal für König Friedrich Wilhelm III. ein vom Bildhauer Gustav Eberlein. Nach Kriegszerstörungen fand die Herme des Freiherrn vom Stein eine neue Aufstellung auf einem Betonsockel in der Spandauer Mönchsallee.
- Inschrifttafel mit einem Reliefmedaillon Steins im Profil, flankiert von zwei Kraftprotzen, vom Bildhauers Hugo Lederer an der Fassade des Rathauses Berlin-Schöneberg. Ursprünglich ein eigenständiges Denkmal vom April 1914, im Sommer 1914 aus verkehrlichen Gründen an der Rathausfassade.
- Eine Büste nach dem Modell des Bildhauers Fritz Schaper war in der Ruhmeshalle im Berliner Zeughaus aufgestellt. Die Büste ist verschollen.
- Seit 1878 auf dem Kölner Heumarkt das Reiterstandbild des Preußenkönigs Friedrich Wilhelm III. feierlich enthüllt wurde, ist vom Stein dort auch dabei. Sein Standbild ist als eine der zahlreichen Assistenzfiguren am Sockel bevölkern; Denkmal vom Bildhauer Gustav Bläser, Sockel vom Architekt Heinrich Strack.
- An der Rathausfassade in Wetter an der Ruhr ist seit 1909 sein Bronzestandbild vom Bildhauer Richard Grüttner.
- Von 1931 bis um 1945 war am Haus Vorderroßgarten 50 in Königsberg (Preußen) an seinen Wohnsitz vom Winter 1806/07 bei dem Polizeidirektor Johann Gottfried Frey eine Gedenktafel mit seinem Reliefbild vom Bildhauer Rudolf Daudert. Die Gedenktafel ist verschollen.
- In der Gedenkstätte Walhalla von 1842 wurde früh die Marmor-Büste Steins aufgestellt, die vom Bildhauer Johannes Leeb 1825 erstellt wurde.
- Stein-Büste von Leeb, einst in der Ruhmeshalle des Freiherr-vom-Stein-Turmes auf dem Kaisberg nahe dem Ruhrtal bei Hagen-Vorhalle. Turm von 1869 nach Plänen von Friedrich Schmidt aus Haspe. 1945 wurde die Ruhmeshalle geplündert und zerstört, die Büsten sind verschollen.
- Eine Büste auf einem Kalksteinsockel steht in Marburg vor der Alten Universität.
- In Göttingen gibt es zwei Gedenktafeln von ihm.

## Weitere Ehrungen

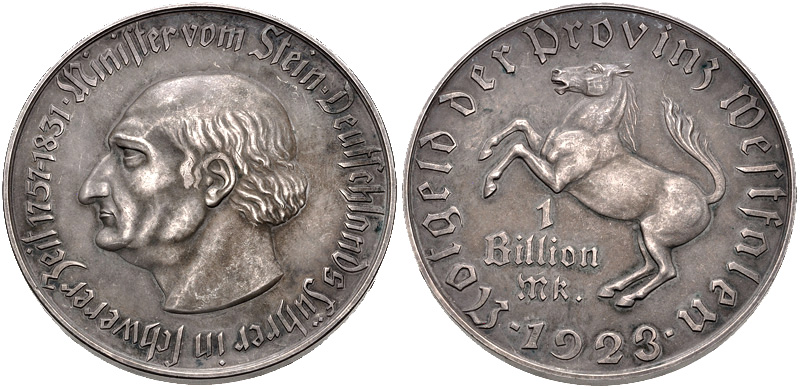
Kopfbild auf der 1-Billion-Mark-Münze Notgeld der Provinz Westfalen, 1923

- Freiherr vom Stein wurde 1816 Ehrenbürger von Bremen und Frankfurt am Main.
- 1921 bis 1923 ließ die Landesbank der preußischen Provinz Westfalen Notmünzen mit dem Kopfbild Karl Freiherr vom und zum Stein mit der Umschrift „Minister vom Stein Deutschlands Führer in schwerer Zeit 1757–1831“ prägen.
- Zahlreiche Straßen, Schulen, Plätze, Kasernen und eine Jugendherberge (in Altlünen) wurden nach ihm benannt.
- Nach Freiherrn vom Stein wurde die Zeche Minister Stein in Dortmund benannt.
- 1879 wurde die Korvette Stein der kaiserlichen Marine nach ihm benannt.
- 1981 wurden sowohl in der Bundesrepublik Deutschland als auch in der DDR Gedenkmünzen zum 150. Todestag ausgegeben
- 1957 und 2007 erschienen deutsche Briefmarken.
- Seit ca. 1952 bis 2002 wurden Verwaltungsgebührenmarken in vielen deutschen Städten und Gemeinden mit seinem Bildnis verwendet.
- Von der Wissenschaftlichen Buchgesellschaft wird seit den 1950er Jahren die Freiherr vom Stein-Gedächtnisausgabe von Quellen zur Geschichte des Mittelalters mit deutscher Übersetzung herausgegeben.[43]

## Nachkommen
Der Freiherr heiratete 1793 Wilhelmine Magdalene Friederike von Wallmoden-Gimborn (* 1772; † 1819). Sie war die Tochter des hannoverschen Feldmarschalls Johann Ludwig von Wallmoden-Gimborn und dessen erster Frau Charlotte Christiane Auguste Wilhelmine von Wangenheim (* 1740; † 1783). Das Paar hatte zwei Töchter:
- Henriette vom Stein (* 2. August 1796; † 11. Oktober 1865) ⚭ 4. Oktober 1825 Friedrich Karl Hermann Graf von Giech (* 1791; † 1846) – Der einzige Sohn starb an Kindstod, so ging das „Steinsche“ Erbe an die jüngere Tochter.
- Therese vom Stein (* 3. Mai 1803; † 1. Januar 1863) ⚭ 27. August 1827 ihren Vetter Ludwig Graf von Kielmansegg auf Gültzow (* 1798; † 1873), Sohn ihrer Tante Friederike Eleonore Juliane von Wallmoden-Gimborn. – Ihr einziger Sohn Ludwig von Kielmannsegg (* 1830; † 1895) kam krankheitsbedingt nicht als Erbe in Betracht, so kam der Besitz zunächst an die älteste Tochter.
  - Louise von Kielmannsegg (* 1833; † 1901) ⚭ 1863 mit ihrem Cousin Thedel Graf von Kielmannsegg (* 1836; † 1867), dem Sohn von Eduard von Kielmansegg – Da Louise kinderlos verstarb, ging 1901 der Steinsche Besitz an ihre jüngere Schwester.
  - Mathilde von Kielmannsegg (* 1838; † 1914) ⚭ 1858 mit Albrecht Graf von der Groeben (* 1818; † 1864) – Das Erbe ging an ihren Sohn.
    - Unico Graf von der Groeben (* 1861; † 1924) – Nach seinem Tod ging der Besitz an dessen Schwester.
    - Therese von der Groeben (* 1859; † 1938) ⚭ 1886 Graf Alexander von Kanitz (* 1848; † 1940) – Sie verzichtete zugunsten ihres einzigen Sohnes auf das Erbe.
      - Albrecht Graf von Kanitz (* 1891; † 1975) ⚭ Ilse von Borcke (* 1899; † 1991) – 1969 übernahm der Sohn die Steinschen Güter.
        - Carl Albrecht Graf von Kanitz (* 1940; † 2002) ⚭ 1969 Dorothea von Frankenberg und Ludwigsdorf (* 1946) 2002 übernahm der Sohn Sebastian die Stein’schen Güter.
          - Sebastian Graf von Kanitz (* 1971)[44]

Sebastian hat noch drei Geschwister: Anna (* 1970), Teresa (* 1973) und Robin (* 1977).

## Werke
- Anweisung wie beim unverhoften Eintrit der Rindviehseuche sowohl in den Städten, als auf dem platten Lande zu verfahren. Heinrich Jacob Grote, Hamm 1797 Digitalisat
- Freiherr vom Stein: Briefe und amtliche Schriften. Herausgegeben von Walther Hubatsch, 10 Bände, Stuttgart 1957–1974.
- Freiherr vom Stein: Denkwürdigkeiten und Briefe. Herausgegeben von L. Lorenz, Berlin 1919.
- Freiherr vom Stein: Schriften von und über Stein. Herausgegeben von Günther Schmidt, Berlin 1955.
- Der Nachlass des Freiherrn vom Stein im Archiv des Grafen von Kanitz auf Schloss Cappenberg. Herausgegeben von Norbert Reimann, bearbeitet von Annekatrin Schaller und Norbert Reimann, 2 Teilbände, Münster 2009, ISBN 978-3-936258-11-0.